# ادبیات ایران باستان
ادبیات ایران باستان به مجموعه داستان‌های شفاهی و مکتوب ایرانی‌ها (مادی، پارسی، سکایی، اوستایی) گویند که توسط مآخذ دینی (اوستا)، نثر (تاریخ یونانی و سنگ‌نوشته‌های پارسی باستان و نظم شاهنامه فردوسی، گشتاسب و کتایون، شیرین و فرهاد) به دست ما رسیده‌است.
از داستان‌هایی که در ایران پیش ازسولیکیان برای ما باقی مانده‌است، تنها داستان‌های مادی کوروش بزرگ کوروش و آستیاگ. افسانه سمیرامیس، افسانه اربق، افسانه دوران کودکی کوروش، ستریانگایوس و زرینا، زریادرس واداتیس، ادبیات فارسی باستان زندگانی کوروش، بردیای دروغین، سکایی مردهای یک چشم، گریفین‌های محافظ طلا، رستم دستان و ادبیات زرتشتی جم، جمشید، آبتین می‌توان نام برد که تعدادی از این داستان‌ها در ادبیات فارسی ادبیات فارسی نوشاهنامه فردوسی و انعکاس یافته‌است.
در فرهنگ‌های پیش از خط، یعنی روزگاری که آثار ادبی نوشته نمی‌شد، هر سنت ادبی به صورت شفاهی وجود داشت و سینه به سینه منتقل می‌گشت. در فرهنگی که با خط آشنا می‌شود، این سنت ادبی روایی می‌تواند به نشو و نمای خود ادامه بدهد، اما هنگامی که خط مهم‌ترین وسیله بیان می‌شود، حیات این سنت‌ها پایان می‌پذیرد و تنها به هنگام نگارش این نوع روایات و ادبیات است که بخشی از عناصر مشخصاً روایی و شفاهی تألیف و تصنیف را می‌توان در آن نوشته‌ها بازیافت.
در ایران باستان انتقال دانش و معرفت عمدتاً بر نقل روایی و شفاهی استوار بود. آثار دینی و ادبی به سبب علاقه به نگهداری سنت‌های روایی و نقلی سده‌ها سینه به سینه حفظ می‌شده و به کتاب درآوردن آن‌ها سنتی چندان معمول نبوده‌است. برای نمونه کتاب اوستا پس از سده‌ها انتقال سینه به سینه سرانجام در دوره ساسانیان به رشته تحریر درآمد و پس از به کتابت درآمدن نیز کمتر مورد رجوع قرار می‌گرفت و موبدان برای اجرای مراسم دینی آن را از حفظ می‌خواندند.
سابقه نوشتن در ایران به سده ششم پیش از میلاد بازمی‌گردد. نگارش اسناد دولتی، سیاسی و اقتصادی (مانند مطالب کتیبه‌ها، چرم نوشته‌ها و سفال نوشته‌ها) در ایران از دیرباز معمول بوده‌است. اما توسعه نگارش آثار دینی و ادبی تا سده‌های نخستین مسیحیت، مورد بحث است. شواهد حکایت از آن دارد که تکامل ادبیات از صورت روایی و نقلی به صورت نوشتاری در بخش دوم از عصر ساسانیان صورت پذیرفته‌است. از علل اساسی به کتابت درآمدن آثار زرتشتی حفظ و نگهداری آن‌ها در برابر پیشرفت اسلام، کاهش موبدان حافظ کتاب و ایرادهایی بود که پیروان ادیان صاحب کتاب مثل مسیحی‌ها، برای نداشتن کتاب، بر زرتشتیان می‌گرفتند. مسلمانان حتی زرتشتی‌ها را «اهل کتاب» نمی‌دانستند. در این دوره بیشتر کتاب‌های مقدس زرتشتی و برخی آثار کم و بیش مرتبط با دین به نگارش درآمدند که به واسطه حمایت نهادهای دینی زرتشتی، تعدادی از آن‌ها تا به امروز بر جای مانده‌است. آثار ادبی و غیر دینی خواه به نظم یا نثر هم چنان سینه به سینه نقل شده تا پس از ظهور اسلام به تدریج رو به فراموشی نهاد و تنها تعداد اندکی که به زبان عربی برگردانیده شد یا در قالب‌های جدیدی در ادبیات فارسی بازتاب یافت، بر جای مانده‌است.

## ادبیات مادی

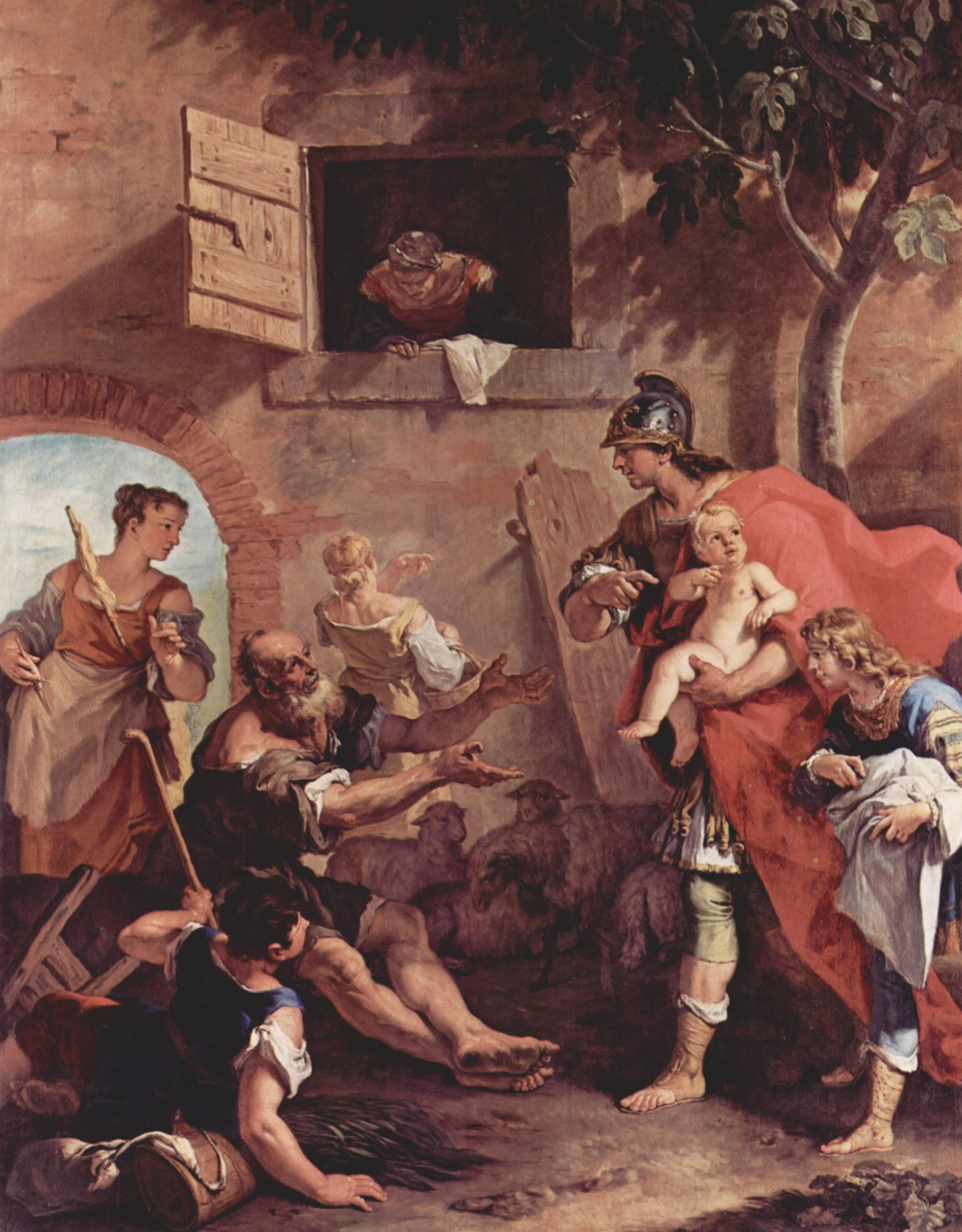
نقاشی دوران کودکی کوروش، اثر سباستیانو ریچی.

از زبان مادی که در غرب و شمال غرب ایران رایج بوده‌است، اثر مکتوبی در دست نیست. اما از اشاراتی که در نوشته‌های مورخان یونانی نظیر کتسیاس، دینون و هرودوت به داستان‌ها، قصه‌ها و اشعار این دوره شده‌است، رد ادبیات روایی و سینه به سینه این دوره را می‌توان پی گرفت.
به گفته هرودوت، در زمان پادشاهی دَهیوکه، دعاوی را که می‌نوشتند، نزد وی می‌فرستادند. سپس او دربارهٔ آنچه نزدش آورده شده بود، داوری می‌کرد و داوری‌هایش را بازپس می‌فرستاد. تنها شاهد مستقیمی که نشان می‌دهد مادها خط را می‌شناختند، تکه‌ای سیمین است که در تپه نوشیجان کشف شده و بخش‌هایی از دو نشانه خط میخی بر آن به جا مانده، اما شناسایی نوع خط میخی و زبان آن ناممکن است. به باور دیاکونف خط میخی پارسی باستان (خطی که برای کتیبه‌هایشان به کار می‌بردند)، در اصل نوآوری مادها بوده، در حالی که اشمیت احتمال می‌دهد مادها از خط میخی آشوری بهره می‌بردند.
آثنئوس می‌نویسد که خنیاگران با اوراد خود دلاوری‌های کوروش و جنگ‌های او را با آستیاگ پیش‌گویی می‌کردند. سپس از قول دینون می‌نویسد: هنگامی که آستیاگ با دوستانش به جشن و شادمانی می‌پرداخت، مردی به نام اَنگارِس، که مشهورترین خنیاگران بود، احضار شد و داستان‌های منظوم معمول را با آواز خواند. در پایان گفت که دَدی ترسناک تر از گراز وحشی در باتلاق‌ها رها شده‌است و اگر بر همسایگان مسلط شود، دیری نگذرد که هیچ دشمنی هماورد او نباشد. چون آستیاگ از خنیاگر پرسید: این چه ددی است؟ خنیاگر جواب داد: «کوروش پارسی». همچنین دینون می‌نویسد که کوروش در خواب دید که خورشید در پیش پای او بود. سه بار کوشید تا آن را با دست بگیرد، ولی موفق نشد، زیرا خورشید سُر می‌خورد و می‌گریخت. مغان برای او پیش‌گویی کردند که سه بار گریختن خورشید به معنای سلطنت سی ساله وی خواهد بود و چنین نیز شد.
داستان‌های مربوط به کوروش به ادبیات راه یافته بود. گزنفون می‌نویسد: ایرانی‌ها در داستان‌ها و سروهای خود که تا این زمان هنوز رایج است، زیبایی و خصال نیکوی این پادشاه و علاقه‌مندی او را به فراگیری بازگو می‌کنند؛ و در جای دیگر می‌آورد که: نام کوروش ورد زبان اهالی ماد بود. هر کسی در گفتار خویش از او تمجید می‌کرد و مردم در سرودها و تصنیف به تحسین او می‌پرداختند.
هرودوت از سروده‌های دینی مادی نام می‌برد که به نگام برگزاری آئین‌های نیایش برای ایزدها توسط مغ‌ها خوانده می‌شد. این سروده‌ها که احتمالاً شباهت‌هایی با یشت‌های اوستایی داشته‌است، به دوره مادها یا حتی پیش از آن بازمی‌گردد. آثنئوس دربارهٔ مادها گفته‌است: «بربرها نیز مانند یونانی‌ها کردارهای پهلوان‌ها را جشن می‌گرفتند و خدایان را می ستایند.»
استرابو می‌نویسند که آموزگارهای ایرانی برای تربیت جوان‌ها، اخبار مربوط به کارهای شگفت ایزدان و نام‌آوران را با اساطیر و افسانه‌ها در هم می‌آمیزند.
بر اساس چنین شواهدی است که مری بویس خنیاگری حرفه‌ای در ایران را متعلق به دوران پیش از اشکانیان می‌داند. بی تردید روایت‌های منثور و منظومی دربارهٔ تاریخ باستان، افسانه‌های کهن و داستان‌های عاشفانه در میان مادها رواج داشته‌است.

### داستان‌های حماسی مادی

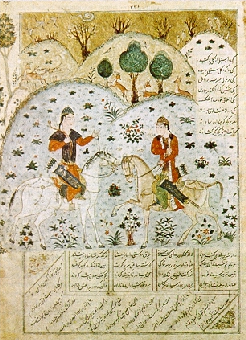
مینیاتور خسرو و شیرین

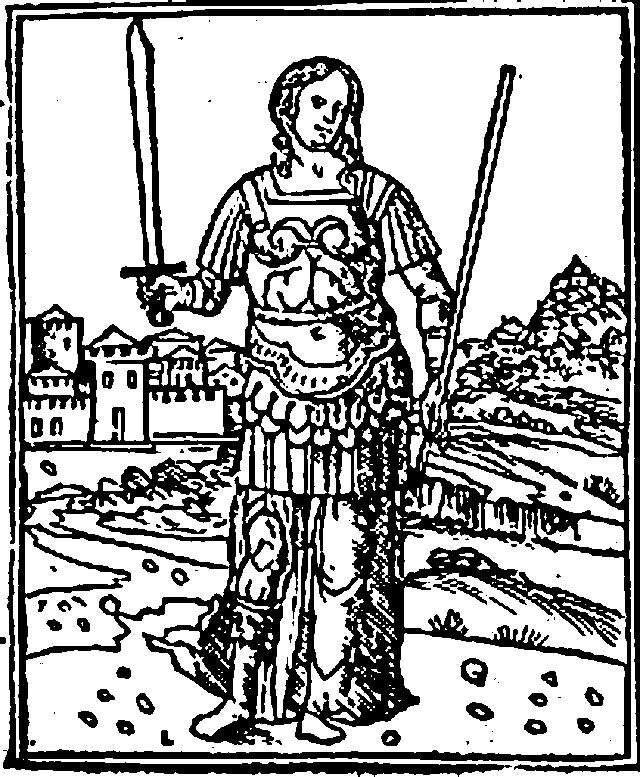
یک نگاره ایتالیایی از سده هیجده که سمیرامیس را به عنوان یک آمازون مسلح ترسیم می‌کند

کتزیاس (پزشک مخصوص اردشیر دوم) در کتاب خود پرسیکا (که در اوایل سده چهارم پیش از میلاد نوشته‌است) نمونه‌ای از داستان‌های حماسی مادی را که منجر به برقراری استیلای مادها شده، بیان کرده‌است. او در این کتاب، افسانه‌های مادی دیگری نیز نقل کرده که دارای شیوه و سبک حماسی و حتی نزدیک به سبک شاهنامه است. برای نمونه از داستان پارسوندس پارسی، اسارت او به دست حاکم بابل، نَنَروس و ماجرای رهایی او می‌توان نام برد. نَنروس حاکم بابل، این سپهسالار و کمانگیر دلیر ایرانی را به مدت هفت سال، به لباس زنان، در شبستان خود زندانی کرد، تا آنکه پارسوندس به یاری یکی از هم‌پیمان‌هایش آزاد شد و به کادوسیان پناه برد و آن‌ها او را به شاهی برگزیدند.
کتزیاس افسانه زندگی کوروش را بر اساس داستانی حماسی یا افسانه‌ای که در روزگارش مشهور بوده‌است، بازگو می‌کند. بنا بر روایت این نویسنده، کوروش از خاندان شاهی ماد نیست، بلکه پس از رسیدن به پادشاهی است که با آمی‌تیس، دختر آستیاگ (که شوهر مادی او یعنی سپیتمه را کشته بود) ازدواج کرده، خود را از این طریق به سلسله برافتاده منسوب می‌کند. به گفته کتزیاس، کوروش پسر اَترَدَت است که مردی دون‌پابه از قبیله ماردها بود. کوروش پس از ورود به خدمت شاه ماد اندک اندک مقام و منزلتی مهم به دست می‌آورد، رئیس ندیم‌ها و ساقی‌های شاه می‌گردد، مقام شهربانی (ساتراپی) ایالت پارس را برای پدر خود می‌گیرد و عظمت آینده خود او به وسیله خوابی پیش‌بینی می‌شود.
بخش‌های پیش-تاریخی افسانه شاهنشاهی ایران که در کتاب کتزیاس آمده، با وجود آنکه آمیخته با داستان‌ها و اسطوره‌های سامی است، روایتی مادی به‌شمار می‌آید. در روایت مادی از چندین شاه آشوری نام برده شده‌است که مادها خاطره‌های آن‌ها را فراموش نکرده بودند.
باید توجه داشت که بخش عمده این‌گونه روایات مربوط به فرمانرواهای آشور، آشکارا دارای اصل و منشأ ایرانی است. برای نمونه از افسانه سمیرامیس، ملکه آشور می‌توان یاد کرد. در این روایت سمیرامیس نوزاد را سر راه گذاشته‌است و شبان‌ها او را می‌یابند. جنگاوری و لشکرکشی‌های او بر اساس افسانه در شرق ایران یعنی در بلخ و سرزمین هند روی می‌دهد. او باغی در نزدیکی بیستون می‌آراید و دستور می‌دهد که تصویر او را بر صخره تراشیده ستیغ کوه بنگارند در حالی که صد سرباز نگهبان پیرامون او ایستاده‌اند و نیز کتیبه‌ای به خط سُریانی (آرامی) می‌نویسند. کاخی شاهانه در همدان بنا می‌کند و سال‌های پایانی زندگی اش را در دژی در سرزمین ماد سپری می‌کند. در داستان زندگی این شهبانوی آشوری، اجزا و عنصرهای ایرانی بسیاری دیده می‌شود که بعدها بازتاب آن را در افسانه شیرین و فرهاد می‌یابیم.
افسانه اربق، ویران‌کننده شهر نینوا و به گفته کتسیاس بنیان‌گذار شاهنشاهی ماد، نیز نمونه‌ای دیگر از این‌گونه روایت‌ها است.
هرودوت از میان چهار روایت مربوط به زندگی کوروش، افسانه‌ای را که به نظر کریستن‌سن اصل مادی دارد، برگزیده و پس از حذف جنبه‌های حماسی و شاخ و برگ‌های افسانه، آن را به صورتی منطقی درآورده است. برای نمونه، در افسانه اصلی، سگ ماده‌ای به کوروش شیر داده و او را پرورده‌است. حال آنکه هرودوت واژه مادی spāka به معنی «سگ ماده» را به عنوان نام زن شبانی انتخاب کرده که کوروش را پرورانده‌است. نکات برجسته افسانه کودکی کوروش در بسیاری از داستان‌های دیگر ایرانی به‌طور پراکنده می‌توان یافت.
این امر از ویژگی‌های ادبیات روایی است که اجزا و عناصر برجسته افسانه‌ها و زمینه‌های کهن مشترک به دست خنیاگرها و قوال‌ها به دوره‌های بعدی منتقل شده و در داستان‌های مربوط به شخصیت‌های دوره‌ای بعدی دوباره ظاهر می‌شوند.

### داستان‌های عاشقانه مادی
در میان افسانه‌ها و داستان‌هایی که مورخ‌های یونانی نقل کرده‌اند، نمونه‌هایی از داستان‌های عاشقانه مادی نیز دیده می‌شود. یکی از این داستان‌ها که کتسیاس آن را با لطفی استثنایی بیان کرده‌است، داستان پرشور عشق ستریانگایوس یا ستریاگلیوس شاهزاده مادی به زرینا، ملکه سکاها است که پس از ناکامی در عشق به خودکشی شاهزاده مادی می‌انجامد. نولدکه تمامی روایت‌های این داستان را بررسی کرده‌است و آن‌ها را دارای جنبه حماسی می‌داند، گرچه شخصاً ترجیح می‌دهد آن را منظومه عاشقانه بنامد.
از دیگر داستان‌های عاشقانه مادی، داستان زریادرس و اداتیس است که خارس میتلنی این‌گونه نقل گرده است: «آورده‌اند که هیستاسپس (گشتاسب) و برادر کوچکش زریادرس از ازدواج آفرودیت و آدونیس به دنیا آمدند. هیستاسپس فرمانروای ماد وسرزمین‌های سفلای آن بود و زردیادرس بر نواحی علیای دروازه‌های خزر تا تنائیس حکمرانی می‌کرد. در آن سوی تنائیس، مراثی‌ها می‌زیستند که فرمانروای آن‌ها امارتس بود. وی دختری داشت به نام اداتیس که زیباترین زن آسیا به‌شمار می‌رفت. اداتیس زریادرس را به خواب دید و دل بدو بست و زریادرس نیز در خواب مفتون آن دختر شد. زریادرس کوشید تا اداتیس را به دست آورد اما توفیق نیافت، زیرا پدر دختر نمی‌خواست او را به مردی بیگانه شوهر دهد. دیری نگذشت که امارتس جشن ازدواجی برگزار کرد که در آن خویشان و نزدیکان و اشراف دربار او حضور داشتند و از اداتیس خواست که جام شراب را به کسی بدهد که مایل به ازدواج با او است. زریادرس، که اداتیس او را پیش از آن از ماجرا آگاه کرده بود، به شتاب به همراهی گردونه‌ران خود از تنائیس گذشت و با لباس سکایی، ناشناس وارد تالار جشن شد و اداتیس جام او را پر کرد. خارس میتلنی می‌گوید که این داستان در میان مردم آسیا شهرت بسیار داشته و آن بر دیوارهای معبدها، کاخ‌ها و حتی خانه‌های خصوصی نقاشی می‌کردند و اشراف غالباً نام دختران خویش را اداتیس می‌گذاشتند. به نظر بویس این داستان اصل مادی دارد و با آئین پرستش خدای عشق (احتمالاً آناهیتا) ارتباط داشته‌است و بعدها به صورت داستان گشتاسب و کتایون وارد حلقه کیانی شده و در شاهنامه منعکس گشته‌است.

## ادبیات فارسی باستان
زبان فارسی باستان، نیای زبان فارسی امروز، زبان قوم پارس بوده‌است که پس از ورود به ایران در جنوب غربی آن (استان فارس کنونی) ساکن شدند و شاهنشاهی بزرگ هخامنشی را در ۵۵۰ ق. م. بنیاد نهادند. به نظر می‌رسد که زبان فارسی باستان به صورت مکتوب جز در کتیبه‌های شاهان هخامنشی، در جاهای دیگری به کار نرفته‌است. آنچه در کتیبه‌ها ذکر شده، مطالب مربوط به حکومت و سیاست است اما از گفته‌های نویسندگان یونانی معلوم می‌شود که ادبیات حماسی به زبان فارسی باستان به صورت روایی و شفاهی، وجود داشته‌است. افزون بر آن شروو کتیبه‌های فارسی باستان را نیز متأثر از مضمون‌ها و ساختارهای این ادبیات حماسی روایی می‌داند.

### کتیبه‌های فارسی باستان

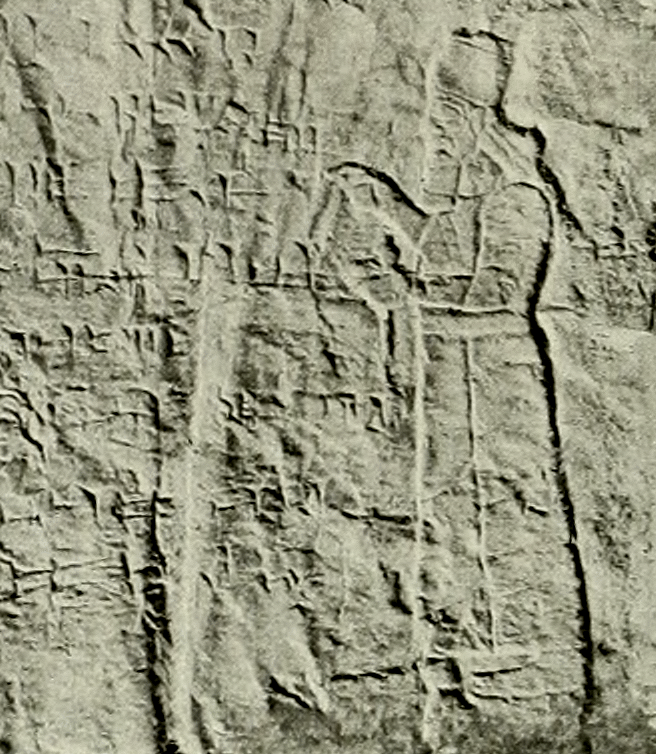
تیگلت‌پیلسر یکم

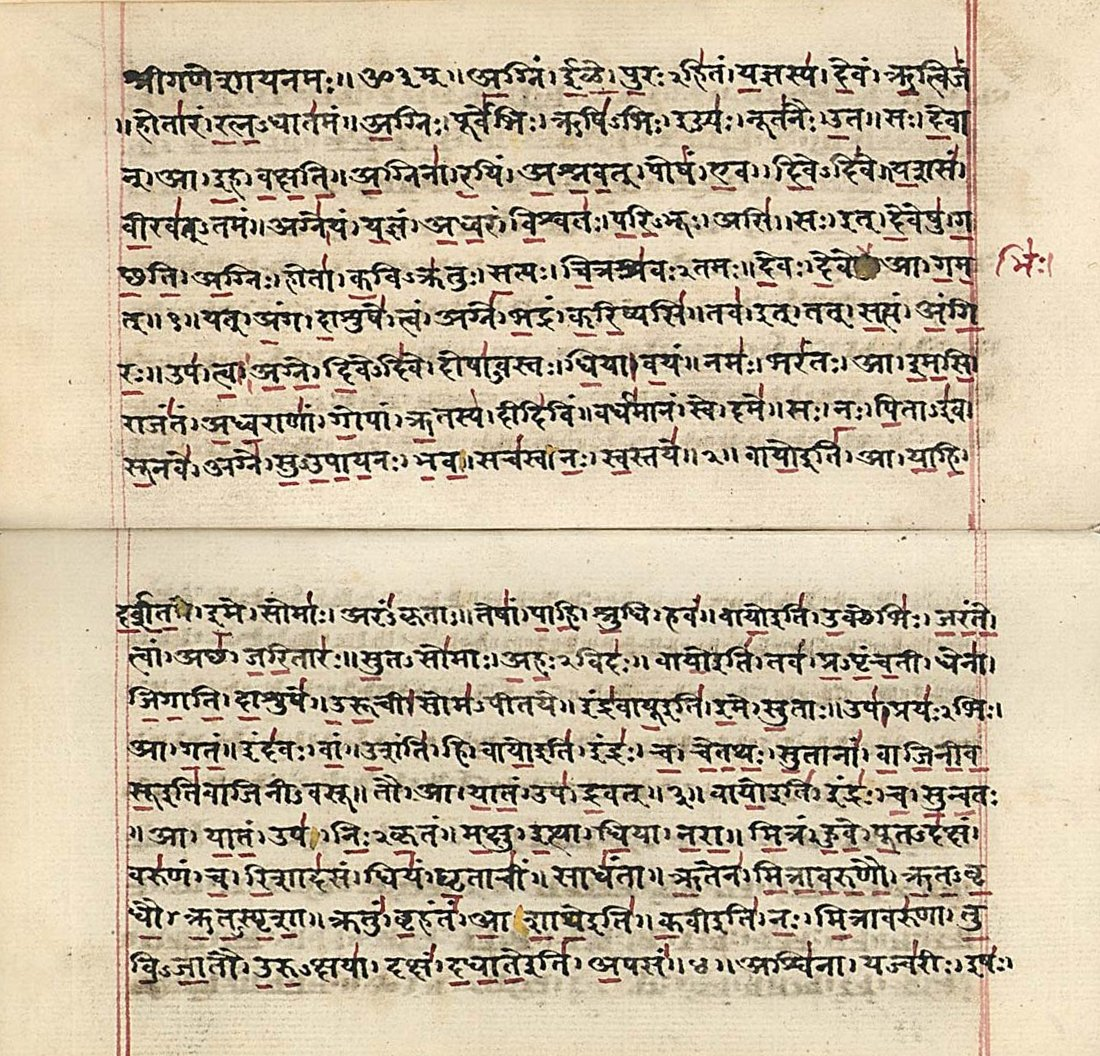
یک دست‌نوشته ریگ‌ودا از سدهٔ نوزده به خط دواناگاری.

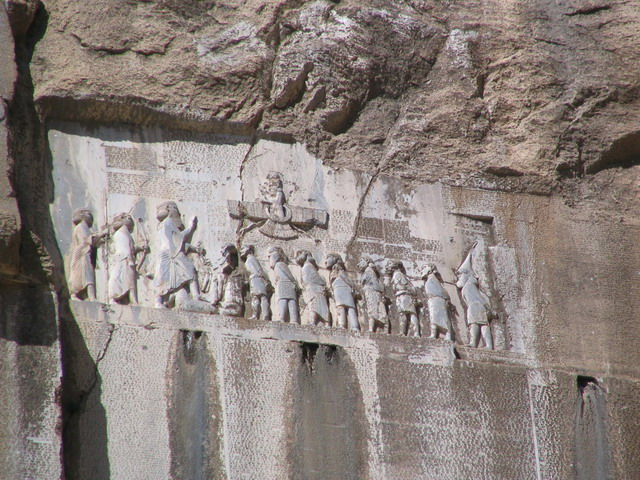
کتیبه بیستون

در کتیبه‌های فارسی باستان هرگز نامی از اوستا برده نشده‌است. اما سنجش کتیبه‌های فارسی باستان و متن‌های اوستایی حکایت از آن دارد که از نظر شکل و مضمون میان این دو متن باستانی تناظرها و یکسانی وجود دارد.
در هر یک از این دو پیکره ادبی، تناظرها، ریختاره‌های موروثی سنت ادبی روایی سینه به سینه‌اند که در کتیبه‌های فارسی باستان به صورت منثور، و با آزادی عمل بیشتر، و در متن‌های اوستایی به صورت منظوم، و با ساختار و وزنی معین به کار رفته‌اند و احتمال آنکه این یکسانی‌ها و تناظرها تصادفی یا عاریتی یا حتی ناشی از جهانی‌های اندیشه و زبان باشند، بسیار اندک است. به احتمال بسیار مصنفان این متن‌های باستانی از مضمون‌ها و ریختاره‌های یک سنت ادبی موروثی بهر جسته‌اند.
برای نمونه مضمون «مشروعیت پادشاهی» بیان می‌شود:
در خاور نزدیک شاهان مدعی اند که از جانب خدایان و به ویژه از ایزدی خاص به شاهی منصوب شده‌اند و شاهی آنان بدین سبب از مشروعیت برخوردار است. همین مضمون در کتیبه‌های فارسی باستان به صورت رابطه‌ای میان اهوره‌مزدا و شاه نامبرده در سنگ نوشته مشاهده می‌شود. در متن‌های اوستایی، اقتدار و توانایی به ایزدان گوناگونی تعلق دارد. اما اقتدار ویژه از آنِ اهورامزدا است. در ریگ ودا نیز نظیر این مضمون دیده می‌شود.
نحوه ارائه این مضمون در متن‌های نامبرده به وسیله ریختاره‌های سنت ادبی روایی موروثی به این گونه است:
1. در متن‌های خاور نزدیک: متنی دربارهٔ شاهی تیگلت‌پیلسر یکم (۱۰۷۶–۱۱۱۴ ق. م): «خدایان بزرگ، فرمانروایان آسمان‌ها و دنیای زیرزمین… قلمرو شاهیِ تیگلت-پیلسر را بزرگ نمودند… شاهی/اقتدار به او بخشیدند…»[۲۷]
2. در کتیبه فارسی باستان: کتیبه داریوش در بیستون (DB۱، ۲۴–۲۵) اهورهَ مزدا شاهی/اقتدار (یا قلمرو شاهی) را به من بخشید.[۲۸]
3. در متن‌ها اوستایی: مهریشت (یشت ۱۰، بند ۶۵): او، ایزدی که بر فراز همه سرزمین‌ها پرواز می‌کند، شاهی/اقتدار می‌بخشد.[۲۹]
4. در متن‌ها ودایی: در ریگ ودا (۶/۱۵۷/۱): شما دو (اَشوین) نیرومند اقتدار می‌بخشید به آنان که برای شما فدیه می‌آورند.[۳۰]

جدول سنجش ریختاره‌ها با یکدیگر به زبان اصلی:
| نام متن      | نام ایزد       | لاتین             | می‌بخشد | شهریاری/اقتدار را | به شاه/پرستش‌کننده  |
| ------------ | -------------- | ----------------- | ------ | ----------------- | ------------------ |
| فارسی باستان | اهورامزدا      | Ahuramazdā        | frabar | Xšaçam            | manā               |
| اوستا        | ایزدمهر و غیره | Yázata(Miθra,...) | dā     | Xšaθaməm          | așauuan            |
| ریگ ودا      | اَشوین‌ها        | Aśvins            | dhā    | Ksatram           | Yō havișmān dadāśa |

به نظر شروو تصویر شاه در سنگ نوشته‌های فارسی باستان در چارچوب میراث ادبی روایی کهن ایران و نیز ادبیات - شفاهی یا مکتوب - خاورنزدیک مطرح شده و حتی رویدادهای زمان به مدد ایم مضمون‌ها و شکل‌های ادبیات سنتی بیان شده‌است. این سنت به خوبی به خدمت شاهان در می‌آید زیرا کردارهای پرسش‌برانگیز و نامعقول آنان را پوششی آشنا و در نتیجه معتبر و پذیرفتنی - از داستان‌های محبوب عامه - می‌بخشد.
افزون بر این شروو میان کردارهای شاهان و ریختاره‌های سنت ادبی روایی/نقلی هماهنگی‌هایی یافته‌است. او تصویر روشن و ساده‌ای از این مطلب را چگونه سنت‌های روایی و کردارهای شاهان بر یکدیگر اثر می‌گذارند و چگونه این اعمال به صورت داستان‌های حماسی در می‌آیند به شرح زیر بیان می‌دارد:
1. صحنه نخست: شاه برای آگاهی مردم از کردارهایش، داستان‌گوی حرفه‌ای را فرا می‌خواند و از او می‌خواهد که این کردارها را در قالب سنت‌های کهن ادبیات روایی مانند حماسه (دینی و غیردینی) تصنیف و نقل کند.[۳۳]
2. صحنه دوم: کردارهای شاه‌ها که به قالب سنتی درآمده‌اند توسط جارچی‌های رسمی و دولتی به مردم منتقل می‌شوند.[۳۴]
3. صحنه سوم: گزارش‌های جارچیان شاهی توسط قوالان حرفه‌ای و نیمه حرفه‌ای به دفعات بازگویی می‌شوند و به تدریج صورت رویدادی واقعی و تاریخی به خود می‌گیرند.[۳۵]
4. از این رو، احتمالاً در عین حال که کتیبه شاهان سخت متأثر از مضمون‌ها و ریختاره‌های ادب روایی بودند، خود شاهان نیز از این میراث ادبی پذیرفته و در سازگاری و هماهنگی با آن عمل می‌کرده‌اند و بدین ترتیب مصنفان ادبیات روایی به رویدادهایی واقعی و تاریخی تبدیل شده‌اند.[۳۶]

کتیبه‌های فارسی باستان به خط میخی از نظر تاریخی و زبان‌شناسی اسناد بسیار پرارزشی به‌شمار می‌روند، ولی از جهت ادبی از اهمیت اندکی برخوردارند. در این کتیبه‌ها جملات غالباً کوتاه و موجز و ساده‌اند و عیناً در قسمت‌های مختلف همان کتیبه یا کتیبه‌های دیگر تکرار می‌شوند و کتیبه‌های پس از داریوش غالباً استنتاخ گونه یا التقاطی از کتیبه‌های این پادشاه است. کتیبه‌های فارسی باستان طبعاً عاری از تخیلات ادبی و صور خیال هستند. کتیبه‌های داریوش قدیم‌ترین اسناد مکتوب ایرانی است که در زمان تألیف به نگارش درآمده‌است. این کتیبه‌ها، به جز بجز برخی از کتیبه‌های کوتاهی که در بعضی ساختمان‌ها به عنوان یادبود بنای آن‌ها نگاشته شده، از نظر ساختمان و محتوا دارای سبک خاصلی است. نخست مقدمه‌ای آمده‌است، پس از آن موضوع اسلصی کتیبه و سپس خاتمه می‌یابد.
داریوش در مقدمه قدیمی‌ترین کتیبه خود (بیستون) نخست به معرفی خود می‌پردازد. در بعضی کتیبه‌های دیگر نظیر همین مقدمه دیده می‌شود. اما در برخی دیگر مانند دو کتیبه نقش رستم (DNa,Dnb) مقدمه با ستایش اهوره‌مزدا آغاز می‌گردد. خاتمه کتیبه‌ها غالباْ در ستایش اهوره‌مزداو به همراه این درخواست است که داریوش را حمایت کند و آنچه او کرده و ساخته‌است، بپاید.
در چهار کتیبه (بیستون، تخت جمشید DSe، شوش DSe و نقش رستم DNa) متن اصلی با برشماری کشورهای شاهنشاهی که فرمان بردار داریوش بوده‌اند، آغاز می‌شود. در کتیبه بیستون پس از شمارش کشورها، داریوش به ذکر وقایعی که در آغاز دوره سلطنت وی اتفاق افتاده‌است و عاملین آن‌ها یاد می‌کند و سپس از خوانندگان می‌خواند که آنچه که وی کرده‌است، برای همه آشکار کنند و کتیبه او را محفوظ دارند. در پایان، شش همکار خود را نام می‌برد که در غلبه بر بردیای غاصب او را یاری کرده‌اند و از شاه‌های آینده می‌خواهد که آن‌ها و خانواده شان را حمایت کنند. در کتیبه تخت جمشید (DPd) فقط از کشور پارس که دارای اسب‌های نیک و مردان نیک است، یاد می‌کند و در کتیبه سوئز بحث از فتح مصر است و کندن ترعه‌ای که نیل را به دریای احمر می‌پیوندد. از میان کتیبه‌هایی که برای یابود بنای ساختمان نگاشته شده، کتیبه داریوش در شوش (DPf) قابل ذکر است.

### ادبیات حماسی پارسی باستان

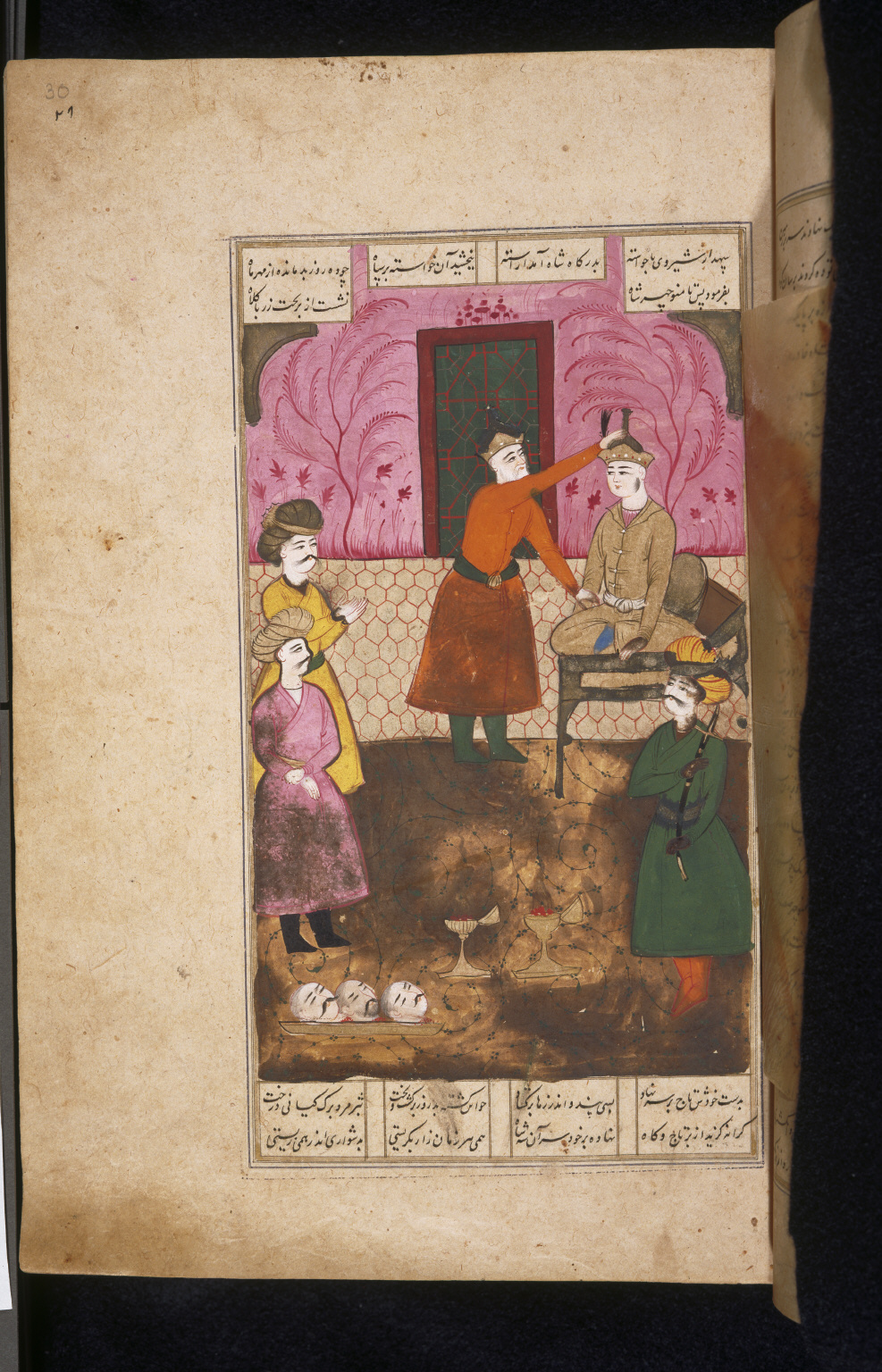
تاجگذاری منوچهر در نسخه خطی شاهنامه

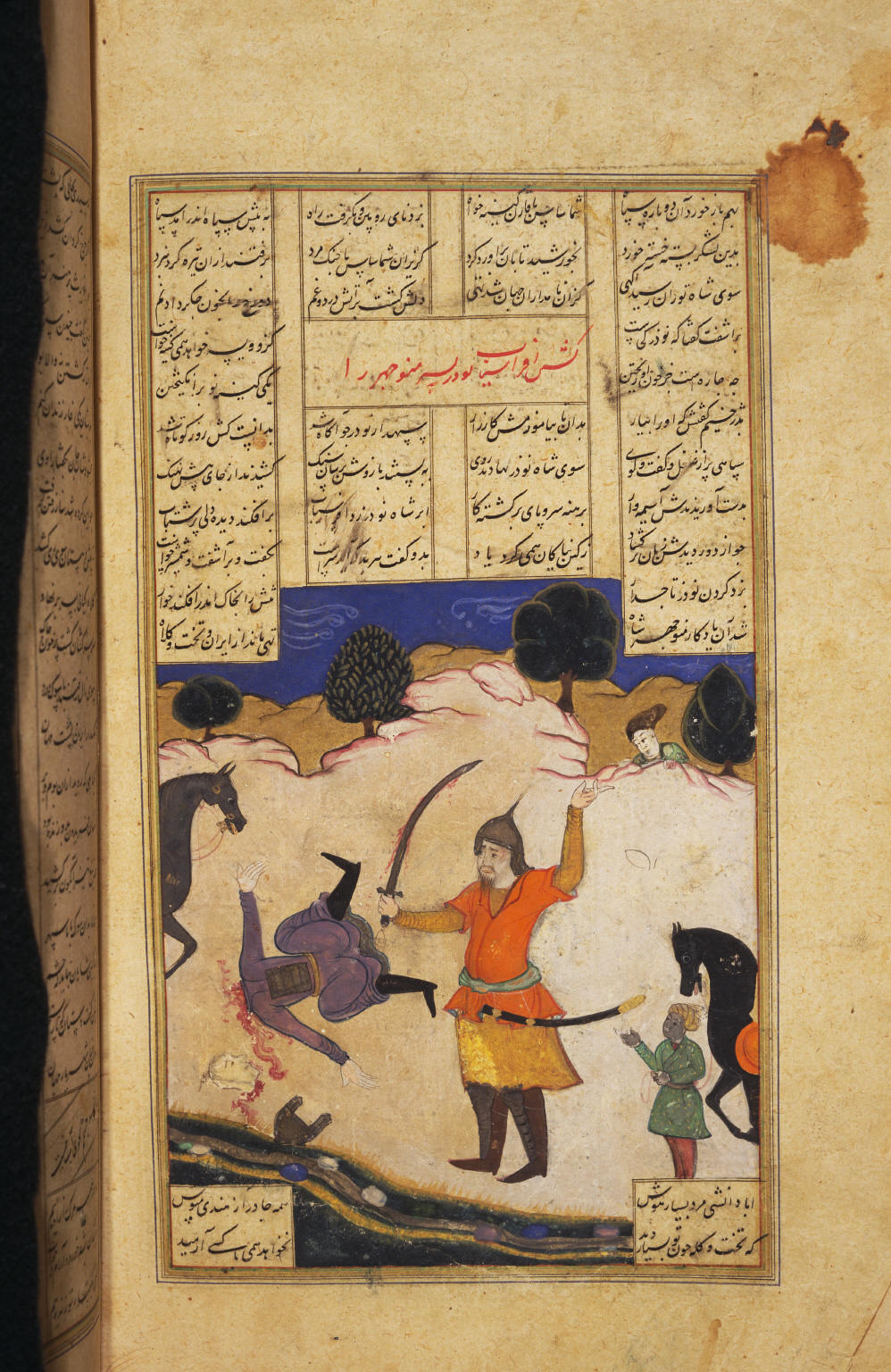
کشته شدن نوذر به دست افراسیاب در نسخه خطی شاهنامه

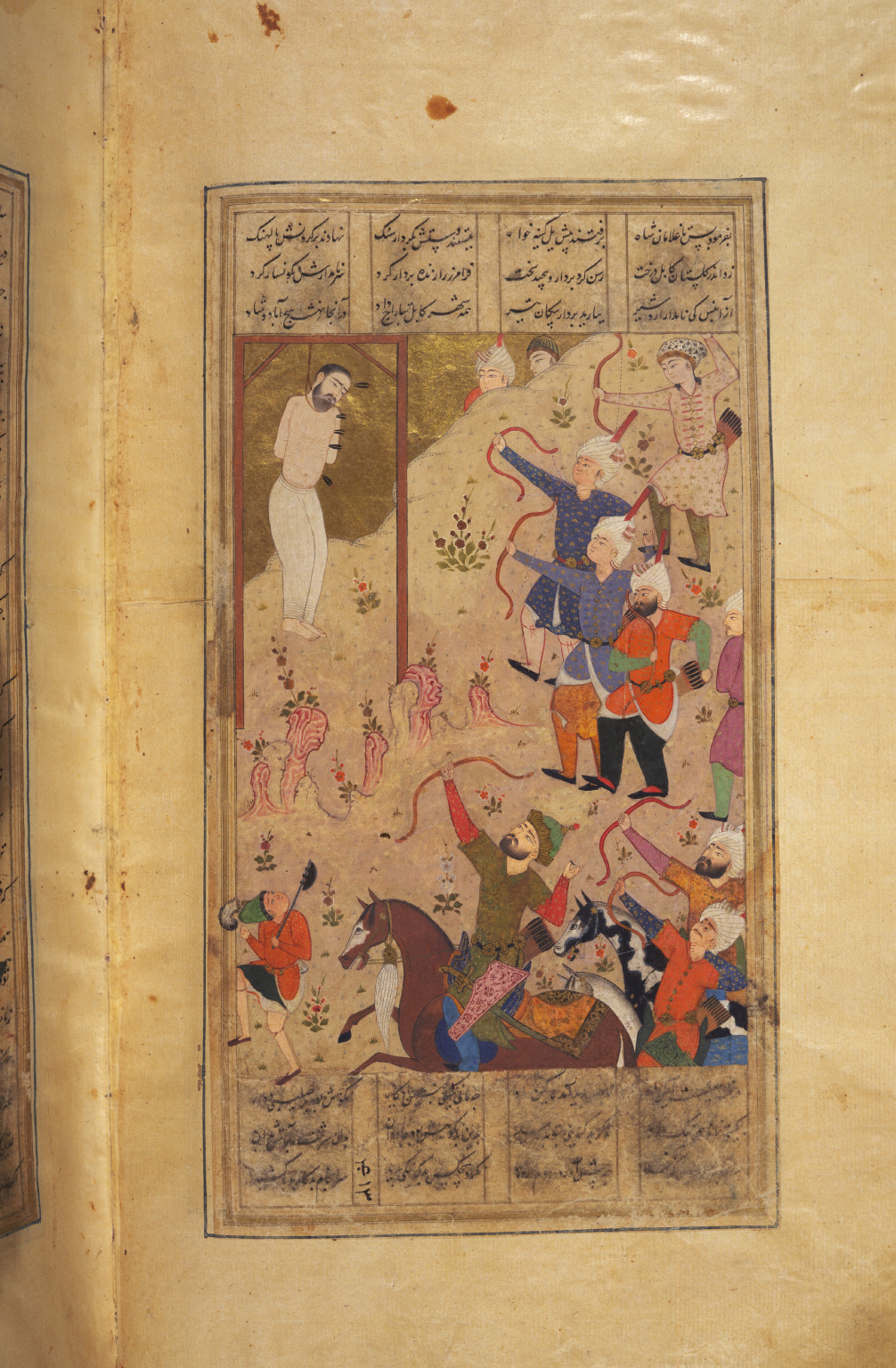
نبرد بین فرامز پسر رستم و بهمن در شاهنامه خطی

آنچه در کتیبه‌ها ذکر شده، اصولاً مطلب مربوط به سیاست و حکومت است. اما از قول نویسندگان یونانی معلوم می‌شود که در فارسی باستان ادبیات حماسی نیز احتمالاً به صورت شفاهی وجود داشته‌است. استرابو نقل می‌کند که معلم‌های فرزندهای پارسی عادت داشتند که تعلیمات خود را با افسانه‌هایی که مضمون آنها، شرح اعمال خدایان و مردان بزرگ بود، بیامیزد. احتمالاً در دوره هخامنشیان، علاوه بر اسناد بایگانی دولتی، مجموعه‌ای از روایات حماسی همانند خدای نامه پهلوی یا شاهنامه، به صورت شفاهی یا گونه‌ای مختلف، وجود داشته‌است که نویسندگان یونانی از آن‌ها استفاده کرده‌اند. روایت مربوط به کوروش، که هرودوت آن‌ها را نقل کرده، مانند این داستا که شاه را سگی در کودکی پرورده بود، احتمالاً متعلق به این حلقه روایات است. همچنین شباهت‌هایی میان جزئیات بعضی داستان‌های مربوط به کودکی کوروش با داستان‌های دیگر ایرانی دیده می‌شود: داستان خوابی که حاکی از برافتادن سلسله‌ای و روی کار آمدن سلسله دیگر است (داستان ضحاک، افراسیاب، اردشیر)، دستور کشتن کودک نوزاد که به اجرا در نمی‌آید (داستان کیخسرو)، سر راه یا بر آب نهادن کودک (داستان کیقباد، دارا)، پروروش کوروش در میان شبان‌ها یا مردم‌هایی از این قبیل (داستان فریدون، کیخسرو، دارا، اردشیر)، دایگی کوتک توسط یک حیوان (داستان فریدون، زال) و ظهور آثار بزرگی و هوشمندی کودک در هنگام بازی و ورزش (داستان کیخسرو و اردشیر و شاپور). همچنین داستان‌های بردیا، در روایت‌های یونانی، افسانه وار حکایت شده‌است. داستان حیله فداکارانه زوپیروس نیز از روایت‌های حماسی هخامنشیان بوده‌است. بر طبق این داستان که هرودوت نقل کرده‌است، هنگامی که داریوش اول از فتح بابل ناامید شده بود، یکی از درباریانش به نان زوپیروس داوطلبانه گوش و بینی خود را برید و موی خود را تراشید و تن خود را با تازیانه مجروح کرد، گویی که مکافات جنایت کاران را دیده‌است. سپس به سپاه دشمن گریخت و وانمود کرد که از ظلم داریوش به پناهندگی آمده‌است و پس از جلب اعتماد آنان، بر طبق نقشه‌ای پیش‌بینی شده، دروازه‌های بابل را بر داریوش گشود. نظیر این داستان را در روایت اخشنوار، شاه هیاطله، و پیروز، شاه ساسانی نیز می‌یابیم. افسانه‌های کوروش و نیز داستان بردیای دروغین، آنگونه که کتزیاس بازگو کرده، از داستان‌های حماسی یا افسانه‌های رایج میان مردم گرفته شده‌است.
پارس‌ها نیز همانند مادها روایت‌های منثور و منظومی دربارهٔ تاریخ باستان و افسانه‌های کهن نقل می‌کردند. در نوشته‌های گزنفون، به سروده‌ها و داستان‌هایی که دربارهٔ کوروش، شاه هخامنشی، در روزگار او رواج داشته، اشاره شده‌است:
کوروش بنابر سروده‌ها و داستان‌هایی که تاکنون بر جای مانده‌است، طفلی به‌غایت زیبا، صاحب خصلت‌های نیک، دانش دوست و عاشق افتخار و پیروزی بود.
این عبارت گزنفون، در واقع اشاره‌ای ضمنی به ادامه سنت خنیاگری و شکوفایی آن در دوره هخامنشیان است. جشن‌هایی که برای کوروش اجرا می‌شده، همراه با «داستان و سرود» بوده‌است و این داستان‌ها که گویا بخشی از سنت زنده بوده‌اند، بعدها تأثیر عمیقی بر کارنامه اردشیر بابکان گذاشته‌اند. حتی احتمال دارد که داستان مادی زریادرس و اُداتیس نیز اطریق سنت خنیاگری هخامنشی، از نابودی در امان مانده باشد.
هرودوت از منابع پارسی به عنوان مآخذ اطلاعات تاریخی خود یاد می‌کند. اما نباید تصوری کرد مطالبی که هرودوت دربارهٔ زندگی کوروش (به عنوان یکی از چهار روایت رایج) نقل می‌کند، به دست نویسنده‌ای پارسی نوشته شده‌است، بلکه بیشتر احتمال دارد، هرودوت اطلاعاتش ار از طریق داستان‌های رایج در میان مردم کسب کرده باشد. داستان‌هایی که توسط افرادی (احتمالا همان قوال‌های حرفهای) نقل و روایت می‌شده‌است و این افراد افزون بر تکیه بر شنیده‌ها، خاطرات شخصی و آشنایی با حماسه ایرانی به اسناد و نوشته‌های شاهی و مطالبی که در بایگانی شاهی نگهداری می‌شده، نیز دسترسی داشته‌اند.
نویسندگان تاریخ ایران از یونانیان، (هرودوت، کتزیاس، ...) تا دوران اسلامی باید از چنین سنت‌هایی بهره جسته باشند. از این رو اعتبار نوشته آن‌ها بستگی به زمان و شخصی دارد که این آگاهی‌ها را از او کسب کرده‌اند، یعنی خواه در آغاز زنجیره انتقال سینه به سینه یا زمانی دیتر، خواه از صاحبان اسناد رسمی یا از داستان گویان حرفه‌ای و غیر حرف‌ها ای. برای نمونه، مغایرت‌هایی میان گزارش‌های هرودوت و کتزیاس دربارهٔ دوران هخامنشی مشاهد می‌شود که به یقین ناشی از گوناگونی منابع آنان است. معمولاً منابع مورد استفاده هرودوت رسمی‌تر و حرفه‌ای تر از منابع کتزیاس تلقی شده‌است.
به نظر کریستن‌سن در دوره هخامنشیان، افزون بر اسناد بایگانی دولتی، مجموعه‌ای از روایت‌های حماسی با گونه‌های مختلف و با عنوان «سالنامه‌های شاهی» تقریباً مترادف با خدای نامه پهلوی وجود داشته‌است. احتمالاً این سالنامه به شیوه آثار ادبی پرداخته شده بود و مجموعه آن‌ها نوعی ادبیات داستانی محسوب می‌شد. با توجه به هماهنگی و یکسانی نسبی در آثار داستانی تمام دوره‌های کهن ایرانی می‌توان فرض کرد که سالنامه‌های شاهی، به نظر یا نثر، تنها مشتمل بر وقایع پادشاهی نبوده و خاطره‌های کهن تاریخی ایران غربی و مادی را نیز دربرداشته‌است.
بررسی تاریخ تطور نظم و نثر حماسی ایران از یشت‌ها تا شاهنامه حکایت از یکنواختی و هماهنگی در تکوین حماسه ملت ایران طی سده‌های طولانی دارد و با مطالعه گزارش‌های مورخان یونانی دربارهٔ مادها و پارس‌ها می‌توان دریافت که مآخذ بخش بزرگی از این روایت‌ها، اشعار حماسی ملی است. برای نمونه گزنفون به یکی از ویژگی‌های مشهور حماسه باستانی ایرانی یعنی انجام نیایش و قربانی برای ایزدان گوناگون به منظور کسب پیروزی و درخواست آیفت (به معنی «نیاز، نذر، مراد، لطف، کامیابی» است) اشاره می‌کند: «کوروش نخست برای سرور خدایان و سپس برای ایردان دیگر یزشن برد» یا «کوروش برای سرور خدایان و سپس از بهر خدایان دیگر قربانی کرد».
این زمینه مکرر که در یشت‌های اوستایی نیز با آن برخورد می‌کنیم، تقریباً با عبارات و اصطلاحاتی یکسان بیان شده‌است. برای نمونه در یشت آمده‌است:
از برای او هوشنگ پیشدادی در بالای (کوه) هرا، صد اسب، هزار گاو و ده هزار گوسفند قربانی کرد؛ و از او درخواست این کامیابی را بمن بده‌ای نیک، ای تواناترین، ای اردویسور ناهید که من بر همه ممالک، بزرگترین شهریار گردم …
یکی دیگر از مواردی که می‌توان بدان اشاره کرد، طرحی دربارهٔ روزهای آخر زندگی کوروش، وصیت او تعیین جانشین و دادن پند و اندرز به بازماندگان است که گزنفون در ''کوروش نامه'' آورده و در شاهنامه فردوسی در گزارش پایان زندگی شاهان نمونه آمده‌است و طرح کلی تاریخ‌های باستانی و حماسی این سرزمین است.
گزنفون آورده‌است که: موجودی مینوی، در خواب بر کوروش سالخورده ظاهر شد و او را آگاهی داد که خود را از بهر سفری که در پیش است آماده کند، زیرا زمان آن رسیده که ناگزیر باید زندگی این جهان را ترک گوید و به پیشگاه ایزدان بشتابد. پس کوروش به رسم دیرین ایزدان را پزشن برد و نیایش کرد و از آنان این ایفت بخواست که فرزندان، همسر، یاران و کشور او را برکت دهند و چنان کنند که به سان حات شایسته‌ای که از آن برخوردارش کرده بودند، مرگ و فرجامش نیز نیکو بود. به روز سوم کوروش دو پسر خود کمبوجیه و تنوکسار و نیز ندیمان و بزرگان کشور را پیش خواند و آنان را به سخنان نیک اندرز داد و کمبوجیه را جانشین خود تعیین کرد و سپرد که تنکسار، شهربان ماد، ارمنستان و سرزمین کادوسیان باشد.
این صحنه یادآور آخرین روزهای زندگی کیخسرو در شاهنامه است. این شاه بزرگ نیز هفت شبانه روز به نماز و نیایش می‌پردازد و آنگاه سروش پیام‌آور ایزدان در خواب بر او ظاهر شده، آگاهش می‌سازد که زندگی او در این جهان به پایان رسیده‌است. پس از آن کیخسرو مردمان را از وصایا و آخرین اندرزهای خود آگاه می‌سازد و بزرگان کشور را به بخشش‌ها می‌نوازد و لهراسب را به جانشینی برمی‌گزیند و با زنان و پردگیان وداع می‌کند. نمی‌توان چنان انگاشت که افسانه کوروش و کیخسرو، هیچ گونه ارتباطی با یکدیگر ندارند. در موردی که مذکور افتاد، تنها مشابهت و یکسانی ترکیب و ساختمان افسانه شاهان نمونه در طی قرون و اعصار ساخته و پرداخته شده‌اند جلب توجه می‌کند.
در کوروش نامه، کوروش به گاه مرگ ضمن خطابه‌ای به زندگی گذشته‌اش اشاره می‌کند و از خوشی و کامرانی‌های روزگار جوانی و برنایی و از جهان‌گشایی‌ها و پیروزی‌های بر دشمنان در طول دوران حیاتش سخن می‌گوید. در شاهنامه فردوسی نیز منوچهر، شاه پیر در بستر مرگ با اشاره به زندگی گذشته اش خطاب به پسر خود نوذر چنین آغاز سخن می‌کند:
| مرا بر صد و بیست شد سالیان |  | به رنج و به سختی ببستم میان |
| بسی شادی و کام دل راندم    |  | به رزم اندرون دشمنان ماندم  |
| به فر فریدون ببستم میان    |  | به پندش مرا سود شد هر زیان  |
| بجستم ز سلم و تو سترگ      |  | همان کین ایرج نیای بزرگ     |
| جهان ویژه کردم ز پتیاره‌ها  |  | بسی شهر کردم بسی بارها      |
| چنانم که گویی ندیدم جهان   |  | شمار گذشته شد اندر نهان     |

آنگاه کوروش جانشین خود را تعیین کرده و پسرانش را به اتحاد و اتفاق و دوسی با شاه جدید و پیروی از راه راست و نیکو، یعنی از راه خدایان و به دادگری ترغیب می‌کند.
گشتاسب نیز همانند کوروش به حال احتضار پس از تعیین جانشین خود اندرزهایی می‌دهد که در شاهنامه چنین آمده‌است:
| پس از من کنون شاه بهمن بود |  | همان رازدارش پشوتن بود    |
| مپیچید سرها ز فرمان اوی    |  | مگیرید دوری ز پیمان اوی   |
| یکایک بویدش نماینده راه    |  | که اویست زیبای تخت و کلاه |

و آنگاه ضمن سخنان دیگر به بهمن چنین گوید:
| تو اکنون همی کوش و با داد باش |  | چون داد آوری از غم آزاد باش |

در اینجا هم چنین سخنانی چند از اندرزهای منوچهر نقل می‌شود:
| نشانی که ماند همی از تو باز |  | برآید بر او روزگار دراز   |
| نباید که باشد جز از آفرین   |  | که پاکی نژاد آورد پاک دین |
| نگر تا نتابی ز دین خدای     |  | که دین خدای آورد پاک رای  |

در اینجا مشکل حایز اهمین این است که آیا این ادبیات رایج به صورت مکتوب درآمده بود یا نه؟ کریستن‌سن گمان می‌کند که به واسطه سنت کهن نگارش در تمدن و فرهنگ بابلی که مادها و پارس‌ها وارث آن بودند، این داستان و اشعار عامیانه در عهد هخامنشیان نیز به گویش رایج ایران باختری و به خط آرامی به رشته تحریر درآمده‌اند.
اما گروه بسیاری از ایرانشناسان این روایات را روایی و نانوشته می‌دانند. نقل کرده باشند، از افسانه حیله فداکارانه زوپیر (سردار معروف هخامنشی) می‌توان یاد کرد که هرودوت آن را با واقعه فتح بابل که در سنگ نبشته بیستون نیز بدان اشاره شده‌است، مرتبط می‌داند. این مضمون حماسی که احتمالاً پیش از داریوش نیز رواج داشته‌است، در روایت‌های ایرانی چندین بار تکرار می‌شود. برای نمونه در خدای نامه در روایت جنگ پیروز پادشاه ساسانی با هیاطله نقل شده‌است.
روایت‌های مربوط به زندگی کوروش که هرودوت آن‌ها را نقل کرده، احتمالاً به این حلقه روایات تعلق داشته و مرجع آن از نوع افسانه‌ها و اشعار متداولی بوده که گزنفون در کوروش نامه بدان‌ها اشاره کرده‌است.
داستان بردیا نیز در روایت یونانی، افسانه وار حکایت شده، حال آنکه شرح تاریخی آن در سنگ نبشته بیستون آمده‌است. نکاتی چون خوابی که از آینده خبری دهد، شباهت میان بردیای راستین و مغ همنام او، معری مغ با دو شخصیت و بازشناسی مغِ دروغین با دیدن بریدگی گوش‌هایش از جنبه افسانه‌ای این داستان هستند.
روایت کتزیاس از تاریخ کوروش و کمبوجیه داستان‌هایی منقول از حماسه ایرانی است که نشانه‌هایی از آن را در کوروش نامه نیز می‌توان یافت. برای تکمیل سیاهه داستان‌های پارسی و شاید مادی باید از دو کتاب استر و اندرز اَحیقر نام برد. کتاب استر که افسانه‌ای یهودی و متعلق به دوران خشایارشا است، به صورت غیرمستقیم، مآخذی درخور توجه دربارهٔ تاریخ تمدن هخامنشی به‌شمار می‌آید. داستان احیقر که در آشور به وقع پیوسته و از دیرباز در آسیا شهرت داشته‌است، مشابهت‌هایی با داستان بزرگمهر دارد و احتمالاً دارای اصل ایرانی است.

#### داستان بردیای دروغین
روایت کتزیاس

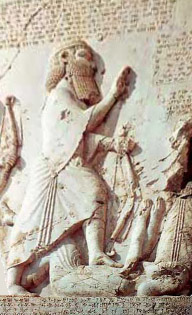
گئومات مغ، زیر پای داریوش، ۲ دستش را به حالت التماس به بالا برده‌است.

کتزیاس به هنگام بازگویی داستان بردیای دروغین مسایل تاریخی را در زمینه‌ای حماسی و داستانی پرداخته و گسترش داده‌است. نام‌های تاریخی به بوته فراموشی افتاده‌است. بردیای حقیقی در روایت مورخ یونانی با لقب حماسی تنووزرکه «دارای تن بزرگ» معرفی شده و چنان‌که در شاهنامه نیز رستم لقب تهمتن دارد. مغ یا بردیای دروغین اسفنددات نام دارد ولی نباید فراموش کرد که او جز نام هیچ گونه وجه اشتراکی با اسفندیار پسر گشتاسب ندرد. شباهت عجیب بین مغ و شاهزاده حقیقی موضوع یکی از جالب‌ترین زمینه‌های داستانی شده که در آن کسی به جای کس دیگری مشتبه می‌شود. اسفنددات، مغ دروغین، برای انتقام از تنووزرکه (بردیای راستین) - که او را گوشمالی داده بود - در پیشگاه کمبوجیه او را به توطئه و شورش علیه شاه متهم می‌کند و برای اثبات ادعای خود از شاه می‌خواهد که برادر را به دربار بخواند و گوشزد می‌کند که او هرگز فرمان شاه را گردن نخواهد نهاد. کمبوجیه تنووزرکه را به دربار می‌خواند و او به علت گرفتاری‌های زیاد عذر می‌آورد.
کمبوجیه به راهنمایی مغ دسیسه‌ای ترتیب می‌دهد بدین سان که اسفنددات مغ را به اتهام سوءقصد به جان برادر خود تنووزرکه (بردیا) به مرگ محکوم می‌سازد ولی تنووزرکه را به نام افنددات مغ (که سخت شبیه او بود) می‌کشند و شاه اسفنددات مغ را به نام برادر خود معرفی می‌کند و این امر باعث می‌شود که بعدها اسفنددات مغ (بردیای دروغین) از موقعیت استفاده کرده بتواند به نام تنووزرکه (بردیای راستین) سر به شورش بردارد.
روایت داریوش
داریوش شاه می‌گوید: اینست آنچه من کردم، پس از آنکه شاه شدم. کمبوجیه نامی، پسر کوروش، از خاندان ما در این کشور شاه بود. کمبوجیه برادری از یک پدر و یک مادر به نام بردیا داشت. کمبوجیه برادر خود بردیا را در نهان کشت. مردم آگاه نشدند که کمبوجیه به مصر رفت. پس از آن کمبوجیه به مصر رفت. وقتی در مصر بود، فساد در میان مردم راه یافت و فتنه و نافرمانی در پارس و ماد و دیگر کشورها بسیار شد. آنگاه مغی به نام گئوماتَه از کوه «ارکدریش» برخاست؛ و به دروغ به مردمان چنین گفت: «من بردیا فرزند کوروش و برادر کمبوجیه هستم». مردمان سخن او را باور کردند و با او هم پیمان شدند و بر کمبوجیه شوریدند. گئوماتَه به نام بردیا بر تخت نشست. کمبوجیه نیز در مصر به دست خویش کشته شد.
داریوش شاه می‌گوید: نه در پارس و نه در ماد و نه در خاندان ما کسی نبود که بتواند شهریاری را از چنگ گئوماتَه مغ بیرون کند. مردم سخت ترسان بودند، زیرا گئوماتَه بسیاری از کسانی را که بردیا را از پیش می‌شناختند می‌کشت، چرا که می‌ترسید مبادا دریابند او بردیا فرزند کوروش نیست. هیچ‌کس جرئت نداشت دربارهٔ گئوماتَه مغ سخنی بگوید، تا من فرا رسیدم. آنگاه من از هرمزد یاری خواستم. هرمزد مرا یاری داد. ده روز از ماه «باغیادیش» (از ماه‌های هخامنشی) گذشته بود که من با سپاهی اندک گئوماتَه مغ و یاران نزدیک او را کشتم. در کشور ماد در کوهی از ناحیه نسا بود که گئوماتَه و یارانش را از پا درآوردم و فرمانروایی را از ایشان گرفتم و به درخواست هرمزد شاه شدم. مرا هرمزد شهریاری داد.
داریوش شاه می‌گوید: این شهریاری را که از خاندان ما گرته بودند، دوباره به جای خویش بازآوردم و بر پایه‌های خویش استوار ساختم. پرستشگاه‌هایی را که گئومات مغ ویران کرده بود، آباد کردم. رمه‌ها و چراگاه‌ها و خانه‌هایی را که گئومات مغ از مردمان گرفته بود به آن‌ها بازگرداندم. در پارس و ماد و دیگر کشورها مردم را مانند پیش بر جای خویش استوار ساختم. آنچه را گئوماتَه گرفته بود، بازگرفتم. انست آنچه به یاری هرمزد کردم. به یاری هرمزد کوشیدم تا گئوماته مغ شاهی را از خاندان به در نبرد. کوشیدم تا خاندن خود را به جایگاه خویش بازآورم.

## ادبیات سکائی
سکاها طایفه‌های ایرانی بودند که در دو سوی دریای خزر، دشت‌های جنوب روسیه و ماوراءالنهر می‌زیستند و از زبان آن‌ها در دوره باستان هیچ اثر مکتوبی در دست نیست.
هرودوت افسانه‌هایی دربارهٔ اصل و منشأ سکاها از زبان خودشان نقل می‌کند و می‌نویسد آن‌ها خود را جوان‌ترین ملت جهان می‌دانند. این افسانه‌ها بسیار جذاب و خواندنی‌اند. او افسانه‌هایی نیز دربارهٔ مردان یک چشم (اریم اسپی) و گریفین‌های محافظ طلا نقل می‌کند. هرودوت می‌نویسد که سکاها دارای طبعی شاعرانه‌اند. صور خیال و ذوق شاعرانه در توصیف آن‌ها از دانه‌های برف دیده می‌شود. سکاها دانه‌های برف را به پرتشبیه می‌کنند.

### داستان‌های حماسی سکایی

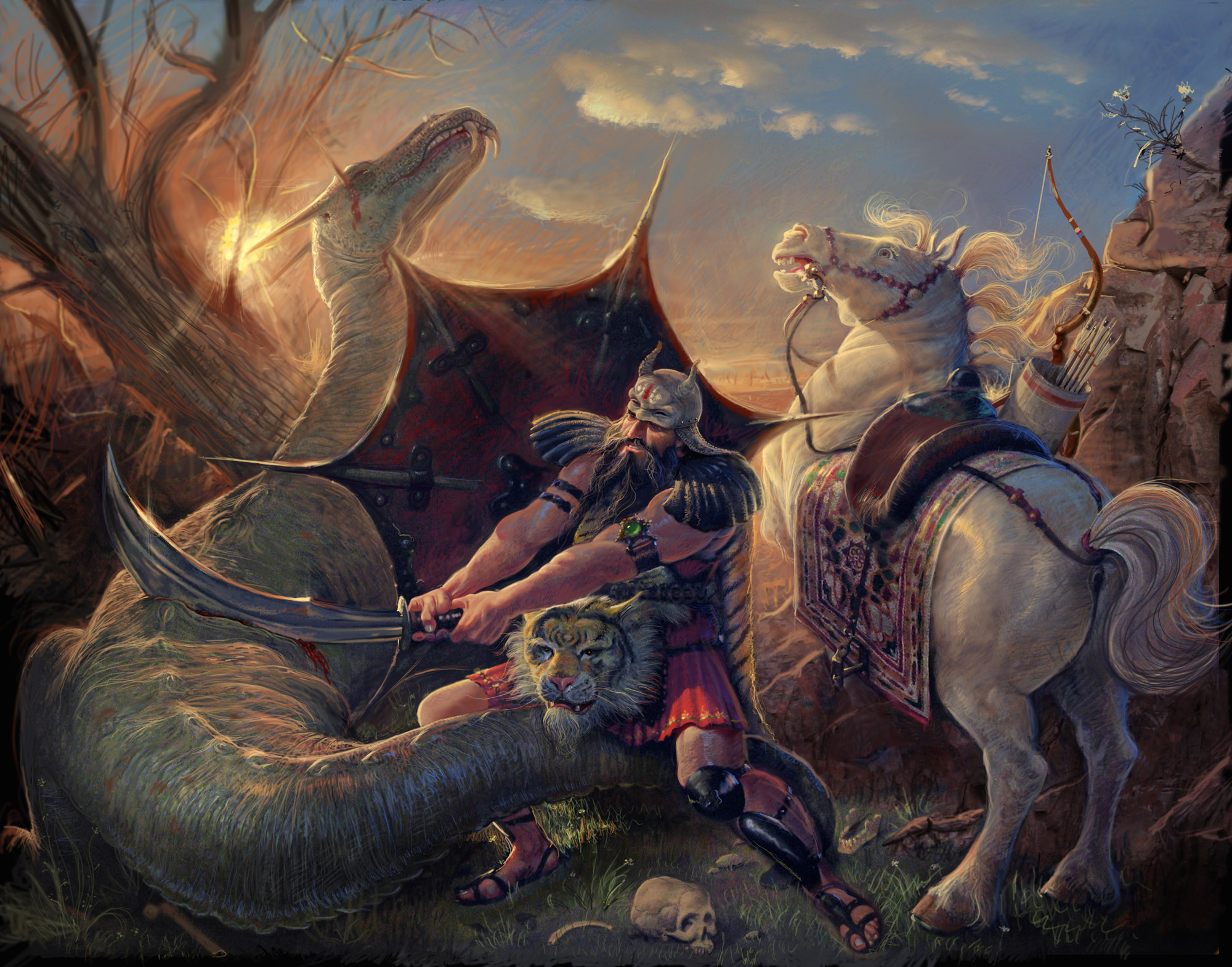
رستم در حال کشتن اژدها اثر عادل عدیلی

احتمال دارد که داستان رستم، پهلوان نامی شاهنامه، که فقط در منابع سغدی و فارسی‌زبان شناخته‌است، یکی از داستان‌های حماسی سکایی باشد. داستان رستم که در قطعه مکشوف در تو هوانگ به زبان سغدی ثبت شده، با حلقه داستان‌های رستم که فردوسی در شاهنامه نقل کرده‌است، تفاوت‌هایی دارد. این تفاوت‌ها نشان دهنده آن است که در ایران شرقی حلقه جداگانه‌ای از افسانه‌های مربوط به رستم در دوران پیش از اسلام وجود داشته‌است. نولدکه و گروهی از ایران‌شناس‌ها افسانه رستم را متعلق به سنت ادبی بومی پیش - سکایی زرنگ (سیستان) می‌دانند و به نظر آن‌ها هنگام هجوم سکاها به زرنگ و رخج، سرزمینی که به نام آن‌ها سکستان، سگستان، سیستان نامیده می‌شود، این افسانه در آن سرزمین رواج داشته و به همراه سکاها به سیستان نیامده است. بهتر است این افسانه به صورت داستانی دیده شود که به شخصیتی خاص، افسانه‌ای یا تاریخی، تعلق ندارد. به نظر شروو، رستم چهره جنگجوی حماسی هند و اروپایی را ارائه می‌کند که با عمری دراز محافظ سلسله‌های فرمانرواست و هرگز خود و اعقابش به تاج و تخت دست نمی‌یابد و خویشکاری اصلی‌اش تاج بخشی است. او با سنجش رستم و پیشمه به این نتیجه می‌رسد که این دو، چهره اصلی و مرکزی سنت ادبی حماسی-روایی هند و ایرانی اند و از سنتی متقدم تر، یعنی از نمونه نخستین هندواروپایی نشئت یافته‌اند. از این رو در طرح کلی شخصیت و نیز در جزئیات بسیاری با یکدیگر متناظرند.
رستم شاهنامه، همانند قهرمان حلقه داستانی سکایی، چهرمان پهلوانی است که در گونه‌های خاصی از مضمون‌های داستانی ادبیات روایی و غیر دینی ظاهر می‌شود و از دوران پیش-مسیحی سینه به سینه منتقل شده‌است. داستان رستم فارسی منظوم است و قطعه سغدی رستم به نثر نوشته شده‌است.
میراث ادبی روایی ایران در حدود یک هزار سال- از عصر زرتشتی و حلقه‌های داستانی کیانیان تا دوران ساسانیان، که صورت مکتوب یافت، با تداومی ناگسستنی رونق داشت. سنت ادبی روایی ایران، همانند اشعار یونانی و توتونی (=ژرمنی)، به دست اشرافیت در جامعه‌ای که در آن نابودی قوانین قبیله‌ای و پرنده‌های خونی با فردگرایی نو و عنان گسیخته‌ای همراه بود، پرورش یافت و این اشرافیت خود بیان کنند سبک و روح این سنت بود.
حلقه داستانی حماسی رستم، که کاملاً متفاوت از دیگر حلقه داستانی سکایی یعنی داستان پهلوانی بلند نَرت است، نیز به دست خنیاگران درباری و به واسطه شعر سرگرم‌کننده و تفریحی عصر پهلوانی و با حمایت اشراف، به صورت سینه به سینه انتقال یافته‌است. حلقه داستانی نَرت که حلقه داستانی حماسی سکایی شمالی است، در اطراف قبیله شکارچی موسوم به نَرت گرد آمده‌است.
در دنیای نَرت ارتباط بسیار نزدیکی میان زندگان و مردگان وجود دارد. پیشینه دینی این حلقه داستانی احتمالاً به آیین پرستش مردگان از سوی سکاها بازمی‌گردد. در آثار مکتوب ادبیات زبان خُتَنی (زبان نوادگان سکاهای شرقی و از گروه زبان‌های ایرانی میانه شرقی) هیچ گونه اثری از افسانه‌های نَرت دیده نمی‌شود.
در میراث ادبی درخور توجه و غنای داستان‌های حماسی زبانی آسی که تا آغاز سده نوزدهم میلادی به صورت روایی و سینه به سینه نقل و حفظ می‌شده‌است، می‌توان پاره‌ای مفاهیم و مضمون شاعرانه سکایی را پی گرفت. بازتاب برخی عادات و رسوم سکاها را، که هرودوت شگفت و غیرعادی دانسته‌است، در افسانه‌های دور و دراز نَرت یا در فرهنگ عامه آسی می‌توان مشاهده کرد. این آداب و رسوم شامل نوشیدن خون نخستین انسانی است که یک سکا در جنگ می‌کشد یا استفاده از حوله‌ها و پوستین‌هایی است که از پوست سر دشمنان تهیه می‌شده‌است.
بعدها خاطره‌ای اسطوره‌ای همراه با دلالت جادویی یا دینی از این آداب و رسوم غیرمعمول در داستان‌های عامیانه زبان آسی مشاهده می‌شود. بدیهی است تمامی افسانه‌هایی را که داستان گویان آسی زبان نقل می‌کنند یا در حلقه داستان‌های نَرت آمده‌است، نمی‌توان به خلاقیت سکاهای باستانی نسبت داد. اما بن مایه‌های اصلی حلقه داستانی نَرت، یعنی آیی ن‌های مربوط به پرستش مردگان، این نظر را تقویت می‌کند که اساساً با موضوع‌ها و مضمون‌های میراث ادبی روایی سکایی باستان سر و کار داردیم که در عین حال در ادوار مختلف داستان‌هایی فرعی را از منابع گوناگون اخذ کرده‌است.

## ادبیات زرتشتی
کتاب دینی زرتشتی‌ها اوستا نام دارد و بدین جهت، زبانی را که این کتاب بدان نوشته شده‌است، اوستایی نامیده‌اند. جز کتاب اوستا و آثار وابسته به آن، هیچ اثر دیگری به این زبان در دست نیست و در خود کتاب اوستا اشاره‌ای به نام اصلی این زبان نشده و حتی کلمه اوستا نیز در متون اوستایی نیامده است. تنها از دوره ساسانی و در کتاب‌های پهلوی است که به کلمه اَبِستاگ (در عربی ابستا و در فارسی ابستا، اوستا، وستا و غیره) برمی‌خوریم. در این کتاب گاه زبان اوستا را زبان دینی نیز نامیده‌اند. معنی دقیق کلمه روشن نیست، تنها احتمال داده شده که به معنی ستایش باشد. از بررسی‌های زبان‌شناسی و مقایسه زبان اوستایی با فارسی باستان از سویی و مقایسه این زبان با زبان‌های شرقی دوره میانه از سوی دیگر، مسلم می‌گردد که اوستایی زبانی متعلق به مشرق ایران بوده‌است. بنا به روایت اوستا و کتاب‌های پهلوی، همه مطلب‌های این کتاب را اورمزد (اهوره‌مزدا) به زرتشت الهام و ابلاغ کرده‌است و در مورد زمان قدیم‌ترین بخش‌های اوستا به یقین نمی‌توان اظهار نظر کرد. به احتمال زیاد وی در حدود ۱۰۰۰ سال پیش از میلاد می‌زیسته‌است. این زمان سلسله‌ای به اسم کوی (یا کی، جمع آن کیان به زبان پهلوی) از اهالی سیستان بر ایرانویچ فرمانروایی می‌کردند که آخرین شاه آن وِشتاسپَه (گشتاسب) نام داشته‌است. زرتشت در زمان وی ظهور کرد ودین خود را بر او عرضه داشت.
همه اوستا از نظر زبان یک دست نیست، بعضی قسمت‌ها دارای سبکی کهته تر و از نظر دستوری دارای زبانی است که با قواعد دستوری صحیحِ اوستا بیشتر مطابقت دارد. در برابر، در برخی بخش‌ها قواعد دستوری چندان مراعات نشده‌است. علت تفاوت زبانی میان متون اوستایی را می‌توان به دو عامل نسبت دارد. یکی این که قدمت بعضی از آثار بیشتر از دسته دیگر است و دیگر این که شاید اختلاف لهجه میان این دو دسته آثار وجود داشته‌است.
اوستایی که اکنون در دست است، تنها یک چهارم کتابی است که در دوره ساسانیان وجود داشته‌است. چنین نظری مبتنی بر مقایسه‌ای است میان خلاصه‌ای از اوستای ساسانی به پهلوی که در کتاب هشتم دینکرد آمده، با آنچه اکنون موجود است. اوستای موجود شامل متونی است که خصوصاً در مراسم دینی و عبادی از آن‌ها استفاده می‌شود و آن را بخ پنج بخش نقسیم می‌کنند: یَسن‌ها، ویسَپَرد، وَندیداد، یَشت‌ها و خرده اوستا. از سوی دیگر، متون اوستایی را براساس ویژگی‌ها وقدمت زبانی می‌توان به دو دسته متون گاهانی و متون اوستایی متاخر تقسیم کرد.

### اوستا و تاریخ ملی و اساطیری ایران
اوستا نخستین و کهن‌ترین کتابی است که روایت‌های ایرانی و داستان‌های ملی و حماسی این سرزمین در آن تدوین شده‌است. در این کتاب از نبرد میان عنبر نیکی و بدی - ایرانی‌ها و دیوهای مازندران و دروغ پرستان ورَنَ (در زبان اوستایی، نام سرزمینی است) و از پهلوان‌های ایران و توران - حکایت شده و بیشتر این جنگ‌ها در میدان معین و مشخصی روی داده‌است.
این روایت‌ها اصولاً به ساکنان شمال شرقی ایران و وطن اوستا یعنی ایران‌ویج تعلق داشتند و از افسانه‌ها و داستان‌های غرب و جنوب ایران که در آثار مورخ‌های یونانی بدان اشاره شده‌است، در این کتاب اثری دیده نمی‌شود.
سروده‌های اوستایی حاوی مضمون‌های ادبی است که در دوران هند و ایرانی و حتی هند و اروپایی می‌توان آن‌ها را پی گرفت. شروو ساختار اصلی اشعار را به ساختار نخستین یونان، یعنی اشعار هومری، تشبیه کرده‌است و حتی بخش‌های مختلف این دو گروه شعری مانند مقدمه یا بخش حماسی - مشتمل بر توصیف کردارهای خدایان یا انسان‌ها - را کاملاً قابل انطباق بر یکدیگر دانسته‌است.
سنجش اوستا و ودا (کتاب مقدس هندوها) نیز از وجود پهلوان‌های مشترک ایرانی‌ها و هندوها، پیش از جدایی دو قوم از یکدیگر، حکایت دارد. پهلوانانی مانند جم و آبتین و نظایر این‌ها که برای هر یک از آن‌ها داستانی خاص تداول داشته‌است.
جم شخصیتی اسطوره‌ای و هندوایرانی و بنابر باوری‌های نیاکان مشترک این دو قوم، نخستین انسان و در یشت‌های کهن نخستین شاه است. در اوستا با دو تصویر ناسازگار و ناهماهنگ از این شخصیت افسانه‌ای روبرو می‌شویم:
1. جم به عنوان نخستین شهریار که پس از گذراندن روزگاری دراز در شادکامی و خوشبختی، به سبب ارتکاب گناهی بزرگ خوشبختی خود و همه مردمان را تباه می‌سازد و در پتیارگی می‌میرد (یشت۱۹، بندهای ۳۰–۳۴).[۸۲]
2. جمشیدی که بنابر داستانی در بخش دیگری از اوستا (وندیداد، فرگرد ۲، بندهای ۲۰–۴۳) نقش مهمی در رستاخیز و آخرت بر عهده دارد. پس از ورود آریایی‌ها به ایران، داستان‌های دیگری نیز به این روایت‌های مشترک میان دو قوم هندی و ایرانی افزوده گشت که سینه به سینه انتقال یافت و راوی‌ها به تدریج ارتباطی معین و تا حدودی منطقی میان آن‌ها برقرار کردند و جای هر یک از پهلوانان و ترتیب تقدم و تأخر آنان را معین نمودند.[۸۳]

بدین ترتیب، در ایران، در زمان تدوین اوستا، مجموعه‌ای از افسانه‌ها، داستان‌ها و روایت‌های تاریخی با نظم و ترتیب نسبی در افواء رواج داشت که تاریخ ملی و روایی ایران را از آغاز آفرینش تا زمان ظهرو زرتشت تبیین می‌کرد. این تاریخ داستانی به هنگام تألیف و تدوین اوستا مورد استفاده قرار می‌گرفت و در نتیجه افسانه‌های کهن ایرانی و قدیم‌ترین گزارش دربارهٔ تاریخ اساطیری و افسانه‌ای ایران، نخستین بار در این کتاب صورت مدون یافتند.
در اوستا نام اشخاص اساطیری بسیاری ذکر شده که برخی از آن‌ها را (نظیر فهرست نام‌های مذکور در آبان یشت) بعدها، در هیچ مورد دیگری نمی‌بینیم. اما تعداد بسیاری از این اسامی و اشخاص بار دیگر در ترجمه عربی داستان‌های فارسی و در شاهنامه مشاهده می‌شوند. این مطلب حکایت از آن دارد که تدوین کنندگان متن مقدس این افسانه و قهرمان‌های اساطیری آن‌ها را، از آغاز جهان تا ظهور زرتشت، مانند تاریخی مسلسل با ترتیبی معین می‌شناختند. بررسی کتاب اوستا و ادبیات دینی به زبان پهلوی فرایند رشد و نشو و نمای این تاریخ افسانه‌ای را تا آن هنگام که در شاهکار فردوسی راه می‌یابد، نشان می‌دهد.
گاهان (سروده زرتشت) از نظر سبک، کهن‌ترین بخش اوستا به‌شمار می‌آید اما یشت‌ها که مجموعه‌ای از سرودهایی در ستایش برخی ایزدان پیش-زرتشتی است، از دورانی بسیار پیشتر از زرتشت بر جای مانده‌است.
گرچه سرایش آن‌ها در شکل کنونی ممکن است پس از روزگار زرتشتی دارد، ناگفته نماند که نسخه موجود یشت‌ها رنگ و صبغه زرتشتی دارد، اما پیداست که این افسانه‌ها در روزهای شرک و بت‌پرستی و نیز در دوره پهلوانی پیش از زرتشت در ایران نواحی شرق محبوبیت داشته‌اند. در این اسطوره‌ها و افسانه‌ها که سراینده‌های ناشناس یشت‌ها سروده‌اند و خنیاگرهای دوره‌های مختلف سینه به سینه انتقال داده‌اند، هسته و چهارچوب کلی تاریخ روایی ملی و حماسه ملی ایران و پی آیی شخصیت‌ها با ترتیبی زمانی بیان شده‌است.
در اوستا نام اشخاص اساطیری بسیاری ذکر شده که برخی از آن‌ها را (نظیر فهرست نام‌های مذکور در آبان یشت) بعدها، در هیچ مورد دیگری نمی‌بینیم. اما تعداد بسیاری از این اسامی و اشخاص بار دیگر در ترجمه عربی داستان‌های فارسی و در شاهنامه مشاهده می‌شوند. این مطلب حکایت از آن دارد که تدوین کنندگان متن مقدس این افسانه و قهرمان‌های اساطیری آن‌ها را، از آغاز جهان تا ظهور زرتشت، مانند تاریخی مسلسل با ترتیبی معین می‌شناختند. بررسی کتاب اوستا و ادبیات دینی به زبان پهلوی فرایند رشد و نشو و نمای این تاریخ افسانه‌ای را تا آن هنگام که در شاهکار فردوسی راه می‌یابد، نشان می‌دهد.
گاهان، سروده زرتشت، از نظر سبک، کهن‌ترین بخش اوستا به‌شمار می‌آید اما یشت‌ها که مجموعه‌ای از سرودهایی در ستایش برخی ایزدان پیش-زرتشتی است، از دورانی بسیار پیشتر از زرتشت بر جای مانده‌است.
پس از تدوین بخش‌های مختلف یشت‌ها یک باره که مشحون است، از داستان‌های حماسی و ملی ایران، دنباله این روایت‌ها یک باره قطع نشده و از شمال شرق و مشرق ایران در سایر نقاط ایران رواج یافته و به صورت تازه‌ای درآمده و عناصر ساسانی و اسلامی دیده می‌شود. برای نمونه از داستان هخامنش نیای شاه‌های هخامنشی می‌توان یاد کرد که بنابر گزارش آئلیان، مورخ یونانی، شاهینی او را تربیت کرده و در شاهنامه همین مضمون در داستان زندگی پدر رستم که او را سیمرغ پرورده‌است، دیده می‌شود و با شباهت بساری که میان داستان زندگی کوروش و کیخسرو و حتی مضمون شباهتی چون انتقام گرفتن آن‌ها از جد مادری شان به چشم می‌خورد.

### داستان‌های اوستایی

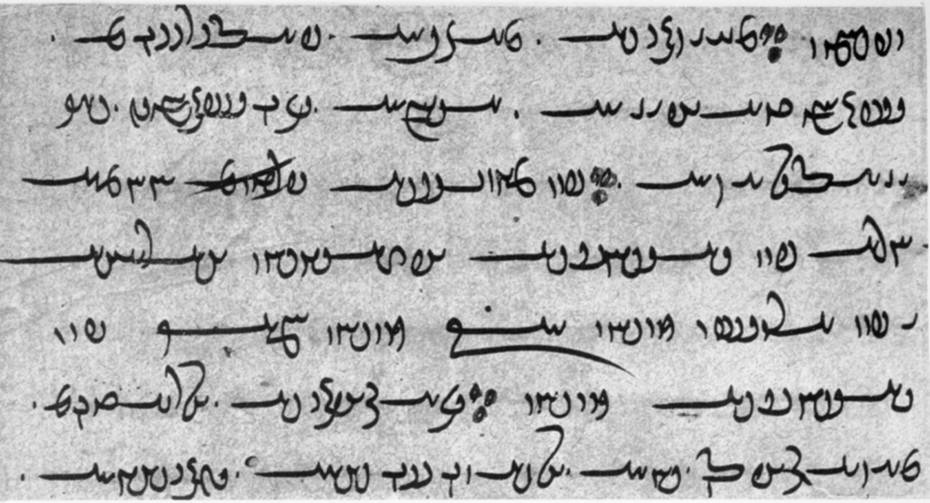
یسن‌ها به خط و زبان پارسی میانه.

دوره حماسی کیانی ادبیات برجسته‌ترین دوران پهلوانی را در روایت‌های ایرانی در بر می‌گیرد. این ادبیات احتمالاً ریشه در شعرهایی داشته که در ستایش دلاوری‌ها و ماجراهای پادشاه‌های کیانی بوده و خنیاگرانی که به دربارهای ایشان آمد و شد می‌کردند، آن‌ها را می خواندن. گرچه سندی تاریخی یا مدرکی تأییدکننده برای رویدادهای این دوره و تاریخ، یا میهن دقیق کیانیان در دست نداریم، اما دلیلی برای تردید در درستی اساس کرده‌های ایشان آنگونه که در اوستا، یا بعدها در شاهنامه، روایت شده‌است، در دست نیست. با مطالعه تطبیقی ادب پهلوانی به درک و دریافتی از محیط و ماهیت انتقال افسانه‌های کیانی می‌توان دست یافت.
از خلاصه‌ای که دینکرد از اوستا به دست می‌دهد، آشکار است که داستان‌های کیانی کم و بیش به صورتی که بعدها در خدای نامه آمده، در اوستا وجود داشته‌است.
گسترش آیین زرتشتی از عوامل مهم توسعه و تعمیم این داستان‌ها در ایران بوده و به ویژه داستان‌های نقاط دیگر، پس از پذیرش این کیش، به صورت داستان‌های دیویَسنان و فرهنگ مطرود درآمده و به سرعت نابود شده‌است. چنان‌که هنگام به شاهی رسیدن ساسانیان، ایرانی‌ها از تاریخ خود، کم و بیش همان مطالبی را می‌دانستند که بعدها در خدای نامه ثبت شد و بازنمون آن در شاهنامه دیده می‌شود.
تاریخ حماسی روزگار پیش از زرتشت، در این مجموعه به دو بخش تقسیم شده‌است: در بخش نخست با اساطیری روبرو می‌شویم که صبغه تاریخ به خود گرفته‌است و در بخش دوم با داستان‌های مرتبط با کیانیان پرداخته شده‌است. کریستین‌سن داستان کیانیان را در اوستا، تاریخ ایران شرقی می‌داند که با تصوری افسانه‌ای پرداخته شده‌است.
در یشت‌ها از هشت‌کوی، به شرح زیر نام برده شده‌است: کی‌قباد، کی‌اپیوه، کی‌کاووس، کی‌آرش، کی‌پشین، کی‌ویارش، کی‌سیاوش، و کی‌خسرو (یشت ۱۳، بند ۱۳۲؛ یشت ۱۹، بند ۷۱).
این سلسله شاهی که نام آن‌ها همواره با لقب کی (=کوی، یعنی شاه در ایران شرقی) همراه می‌آید شخصیت‌هایی اند که نخستین بار رنگ تاریخی به افسانه‌های حماسی می‌دهند. در داستان‌های پراکنده‌ای که در یشت‌ها نقل شده‌است، طرحی از نوعی ترتیب تاریخی مشاهده می‌شود. پس از داستان‌های مربوط به هشت‌کوی نام برده، خلأئی دیده می‌شود تا هنگام ظهور زرتشت که در آن هنگام زمام امور در دست چند کوی به صورت ملوک‌الطوایفی است و گشتاسب حامی زرتشت یکی از آن چند شاه است.
روحانی‌هایی که به آئین زرتشت گرویدند به هنگام استنتاخ یشت‌ها، سروده‌هایی به شیوه شعرهای حماسی باستان سرودند و ضمن آن چگونگی گسترش آئین زرتشت و کارکیایی‌های گشتاسب را شرح دادند و سروده‌های حماسی پیش از زرتشت را نیز بر آن‌ها افزودند و به تلفیق عقاید پیش-زرتشتی و زرتشتی پرداختند. پس از ظهور زرتشت آخرین دوره حماسی با دلاوری‌های گشتاسب و پسرش اسفندیار و برادرش زریر، و پسر زریر - بستور - در نبرد علیه دشمنان آیین نو آغاز می‌شود (یشت ۱۷). عصر گشتاسب پایان دوره از تاریخ جهان و آعاز دوره‌ای دیگر است. پیش از او، هشت‌کوی یاد شده، پیوسته با ترتیبی معین آمده‌اند. تسلسل و جانشینی فرمانرواهای دوره‌های نخستین و پهلوان‌ها بنابر ترتیبی که در کتاب اوستا به هنگام اجرای مراسم یزش و قربانی کردن برای ایزدان از آنان نام برده می‌شود تا حدودی تثبیت شده‌است. به نظر کریستین سن، نوعی برداشت کیهانی، در ورای این نظم و توالی تاریخی که طی آن نخستین تاریخ جهان و سپس تاریخ ایران، از آغاز تا ظهور زرتشت، مطرح شده‌است، دیده می‌شود.
تاریخ شش هزار ساله این جهان با آمدن زرتشت به دو دوره سه هزار ساله بخش می‌شود. ناگفته نماند که پیش از پیدایش این جهان سه هزار سال از عمر عالم گذشته بود و هزاره آخر آن با آفرینش و مرگ کیومرث، نمونه نخستین انسان مشخص شده‌است.
هزاره نخست تاریخ جهان با شهریاری جم آغاز می‌شد اما بعدها هوشنگ و تهمورث مقدم شمرده شدند و هزاره نخست به دوران پادشاهی این سه تن بخش شد. هزاره بعدی، هزاره شوم ضحاک است و هزاره سوم با شهریاری فریدون آغاز می‌شود. در یشت‌ها پس از فریدون، از گرشاسب نام برده می‌شود که به نظر می‌رسد در شمار شاهان به حساب نمی‌آید. پس از او شاهی هشت‌کوی یاد شده به نظر می‌رسد در شمار شاهان به حساب نمی‌اید. پس از او شاهی هشت‌کوی یاد شده‌است تا پادشاهی گشتاسب و ظهور زرتشت و هزار سوم به پایان می‌رسد. در پایان هر هزاره از دوران سه هزار ساله فرجامین یکی از سوشیانت که از تبار زرتشت اند، ظهور می‌کند تا ستیزه نهایی میان نیک و بد را به فرجام رسانند.
در یشت سیزدهم (فروردین یشت) از فروهرهای همه پاکان از کیومرث تا زمان سوشیانت یاد شده و بدین طریق تصویری از این برداشت تاریخ جهان ارائه شده‌است و در یشت نوزدهم (زامیاد یشت) تاریخ اجمالی پادشاهی ایران آمده‌است که دارمستتر آن را با تلخیص شاهنامه برابر می‌داند. در یشت نه، پانزده و هفده و نیز در متن متاخز اوستایی ائوگمدثه‌چه (به معنی «بر زبان می‌آوریم، بیان می‌داریم») اشارت پراکنده‌ای به شخصیت‌های تاریخ ملی ایران شده‌است.
در اوستای مکتوب دوره ساسانی که به صورت سه کتاب بزرگ تدوین شده و هر یک شامل هفت نَسک (بخش) بود، آگاهی بیشتری دربارهٔ این مطالب وجود داشت. خلاصه‌ای از این بیست و یک نَسک در کتاب هشتم و نهم دینکرد و خلاصه‌ای از تاریخ اساطیری ایران در کتاب هفتم دینکرد به زبان فارسی میانه آمده‌است. از مطالب دینکرد چنین برمی آید که دامدادنسک و چهردادنسک و سودگر نسک از اوستای کهن اختصاص به مسایل آفرینش، رستاخیز و کارنامه پهلوان‌های ملی داشته‌است. فهرستی از نام‌های همه پادشاهان پیشدادی و کیانی به همان ترتیبی که بعدها در منابع اسلامی ظاهر می‌شوند در چهردادنسک وجود داشته که خلاصه آن در دینکرد (کتاب هشتم) آمده‌است.
در یشت‌های آغازین که دیرتر از گاهان تصنیف شده‌اند اما پایه و اساس آن‌ها کهن تر از سرودهای گاهانی است، این شاهان و پهلوانان غالباً اساطیری ضمن عبارت‌های کلیشه‌ای معرفی شده‌اند که به ایزدان گوناگون یزش می‌برد و برای آن‌ها قربانی می‌کنند و یاری آن‌ها را برای رسیدن به هدفی خاص یا فایق آمدن بر مشکلی، که به اختصار بیان شده‌است، طلب می‌کنند. این عبارات در چند یشت متفاوت یا چندین بار در یک یشت آمده‌است. داستان‌هایی که در یشت‌ها آمده، معمولاً بسیار کوتاه است و تا پایان بیان نگردیده بلکه فقط اشاراتی ضمنی به آن‌ها شده و بیشتر به صورتی چنان مبهم است که برای ما نامفهوم باقی می‌ماند مگر آنکه با ظهور دوباره در شاهنامه یا ادبیات پهلوی روشن شود.
مشخص است که به هنگام نوشتن یشت‌ها این داستان‌ها آنچنان شناخته بودند که اشاره‌ای برای به خاطر آوردن آن‌ها بسنده بوده‌است. برای نمونه:
داستان خلاصه‌ای مثل پااوروه که روشن نیست چرا فریدون او را به شکل کرکس درآورد یا داستان آرش کمانگیر که در تیشتر یشت (بند ۶) تنها در تشبیهی بدان اشاره شده‌است. اما روایت کامل تر آن را در مآخذ پهلوی و فارسی در دست داریم. فقدان جزئیات در داستان‌های یشت‌ها به توضیح متفاوت بازمی‌گردد:
1. نظر کریستن‌سن مبنی بر آنکه جزئیات گمشده در دیگر بخش‌های اوستا، که امروز در دست نیست، وجود داشته و از طریق متن‌های زرتشتی که به سه بخش اوستا تعلق داشته و ما اکنون در دسترس ندارم، به ایرانی میانه رسیده‌است.[۱۰۳]
2. نظر بویس دربارهٔ حلقه پهلوانی کیانیان و وجود ادبیات روایی غیر دینی سرگرم‌کننده‌ای که از طریق آن، حلقه‌های داستانی و پهلوانی با تداوم پیوسته‌ای از زمان گشتاسب تا دوران ساسانیان منتقل شده و نیاز به تکرار مشروح داستان‌ها در یشت‌ها نبوده‌است.[۱۰۴]

گرشویچ نظر کریستن‌سن را تا آنجا می‌پذیرد که بخشی از فرهنگ اوستایی فقط در نوشته‌های زرتشتی به زبان فارسی میانه باقی مانده‌است و نویسنده‌های آن‌ها بیشتر مطالبی را که در اوستا می‌خوانیم، تکمیل می‌کنند. اما آگاهی‌های بیشتری که گزارشگرهای پهلی زبان دربارهٔ دوره کیانیان نقل کرده‌اند الزاماً به بخش‌های گمشده اوستا بر نمی‌گردد: بخشی از این آگاهی‌ها ممکن است از آن حلقه داستانی اخذ شده باشد که خنیاگران ساسانی سینه به سینه نقل می‌کرده‌اند و تا اندازه‌ای در شاهنامه نیز بر جای مانده‌است. حتی در دوره‌های کهن احتمال دارد که نویسندگان روحانی زرتشتی گه گاه از شاعرهای درباری الهام گرفته باشند و شاید هم شعرای درباری از آنچه روحانی‌ها قرائت می‌کرده‌اند تأثیر پذیرفته باشند؛ بنابراین می‌توان حدس زد که در تدوین یشت‌ها سنت‌های گوناگون دینی و ادبی در کار بوده‌است. اصولاً نقل روایت‌ها و اساطیر کهن به اختصار و به صورت پند و اندرز و تمثیل در کتاب‌های مقدس مانند ودا و آثار پیامبرهای بنی اسرائیل نیز رایج بوده‌است.
در فصل‌های نه تا یازده یسنا و در فرگرد دوم وندیداد بخش‌های بسیار کهن دیگری در ارتباط با افسانه‌ها و اسطوره‌های روزگار بیش از زرتشت مشاهده می‌شود. سه فصل نام برده یسنا، یشتی دربارهٔ هوم. تجسم ایزدینه افشره هستی بخش گیاه هوم، را در بر می‌گیرد. افسانه ضحاک و فریدون (یسن ۹، بند ۷) و افسانه ثریته از خاندان سام و دو پسر او اورواخشیه (هیربد و قانونگذار) و گرشاسب (پهلوان نیرمند و دارند گرز با گیسوان مجعد و نمونه آریایی هرکول؛ یسن ۱۹، بندهای ۹–۱۰) نمونه‌هایی از افسانه‌های اوستایی اند که به عصر هندوایرانی می‌رسند.
در اوستا از هوشنگ، کشنده دیوها و براندازنده دشمنهای دین و آئین در سرزمین مازندران، نام برده شده‌است که پیشداد به معنای «نخستین آفریده» لقب دارد یا از تهمورث که اهریمن را به هیئت اسبی درآورده بود و سی سال بر پشت او گرد جهن می‌گشت (یشت ۱۹، بند ۲۶–۲۹).
در یشت‌ها از افراسیاب پادشاه تورانی و کشته شدن سیاوش به دست او یاد شده‌است (یشت ۱۹ُ، بند ۷۷؛ یشت ۱۷، بند ۴۲). افراسیاب سرانجام به دست ایزدهوم گرفتار می‌شود (یشت ۱۷، بندهای ۳۷–۳۹). حماسه کیانیان (کیان جمع کی و معاد با واژه کویان است) که بخش‌هایی از آن، به صورتی پراکنده، در یشت‌ها بازمانده‌است، با پیروزی کیخسرو و درگرفتن انتقام خون پدر از جد مادریش، افراسیاب، پایان می‌پذیرد (یشت ۱۹، بندهای ۷۳–۷۷).
می‌توان گفت که در مجموع شخصیت‌های اساطیری و داستانی اوستایی و به‌طور کلی داستان‌های نقل شده در کتاب اوستا از ریشه هندوایرانی اند و به دوران بسیار کهن نیاکن مشترک هندی‌ها و ایرانی‌ها بازمی‌گردند و پس از جدایی این دو قوم از یکدیگر داستان‌ها و شخصیت‌های داستانی بومی نیز به این مجموعه افزوده شده‌است.
داستان جم
جم به عنوان نخستین مرد نخستین میرنده نیز محسوب می‌شد از اینرو در آرای هندی‌ها فرمانروای جهان مرده‌ها شده‌است. در ورای روایت‌های ایرانی به پنداره‌ای برمی‌خوریم که همانندش در فرهنگ عامیانه مردم‌های ابتدایی نیز به چشم می‌خورد. نخستین مرد در آغاز برای جاودانگی و نامیرایی آفریده شده بود؛ ولی این افسانه ابتدایی تحولی دوجانبه پیدا کرده‌است. در اوستا نیز دو تصور ناسازگار و ناهماهنگ از این شخصیت افسانه‌ای می‌بینم. در این کتاب جم نخستین مرد نیست، بلکه اولین پادشاه جهان است. پدر او وی‌وهنت نخستین کسی است که افشره گیاه هوم را برای جهان مادی تهیه کرد و به پاداش، پسرش جم بدو ارزانی شد که شهریار و خوب‌رمه و خورشیددیدار لقب دارد. بنابر افسانه اصلی پادشاهی او که هزار سال انجامید زورگار بی‌مرگی یا بهشت این جهانی بود؛ ولی این روزگار شادکامی و خوشبختی صرف سرآمد.
برای چنین فرجام شوم و اندوهباری تنها یک توجیه می‌توان یافت. جمشید به علت ارتکاب گناهی بزرگ خوشبختی خود و همه مردم‌ها را تباه ساخت. افسانه جم آنچنان‌که در یشت ۱۹، بندهای ۳۰–۳۴ آمده‌است، چنین است. فر شاهی مزدا آفریده به جم پیوست:
- به گاه شاهی او جانوران و مردان هر دو بی‌مرگ و بی زحمت بودند، خورش و آشامل زوال ناپذیر بود، آب و گیاهان فراوان و تمام نشدنی بود.
- نه هنگام شاهی او
- نه سرما بود نه گرما
- نه پیری بود نه مرگ
- و نه رشک دیوآفریده
- تا زمانی که جم خوب رمه‌پسر و یونگهان شاه بود
- پدر و پسر چونان که برناهای پانزده ساله هر دو با هم می‌گشتند
- این چنین بود تا اینکه او در فرجام
- دروغ را به دل خود راه داد
- چون او دروغ را به دل خود راه داد
- فر آشکارا به پیکر مرغی از او بگسست
- پس جمشید خوب‌رمه
- ناکام و بی‌آرام همی گشت
- او بازگون به جهت دل بداندیش خود
- از پی نهانگاهی در جهان همی گشت.

فر شاهی ۳ بار به صورت مرغی جمشید را ترک گفت، بار نخست ایزدمهر، بار دوم فریدون و بار سوم گشتاسب نریمان آن را گرفت و سیپیتوره که اهرمن (مینوی پلید) او را از پی جم فرستاده بود، جمشید را گرفته به دو نیم کرد و این چنین جم در پتیارگی بمرد. نکته جالبی از داستان جم در نخستین بخش فرگرد دوم وندیداد (۱–۱۹) به صورت شعری بس آشفته و مغشوش بازگو شده‌است. روایت وندیداد گزارشی از اوضاع و احوالی است که چندین بار در دوران ماقبل تاریخ رخ داده و سرانجام به مهاجرت دست جمعی جمشید به فرمان اهوره‌مزدا با افزارهای جادویی سه بار زمین را که از بهر مردم‌ها، جانورها و آتش‌های مقدس تنگ شده بود، فراخ کرد.
در بخش دیگر روایت رستاخیز و آخرت به عهده جمشید واگذار شده‌است. اهوره‌مزدا در انجمنی از ایزدان و بهترین مردان جم را از رسیدن زمستانی مرگبار که جهان آلوده استومند را نابود خواهد کرد آگاه می‌کند و او را فرمان می‌دهد و می‌آموزد که وَری بسازد (این ور که جایگاهش در گزارش قید نشده و نوعی پناهگاه دست نیافتنی است) و مایه و اَخیج جهان فرشگرد یعنی مردمان، جانوران، گیاهان و برگزیده‌ترین نمونه همه دام‌ها و آتش‌های سرخ را از آن جایگاه بازآورد. در این روایت ساکنان وَرِجَمکرد (پناهگاهی که به دستور جمشید ساخته شده‌است) از بی‌مرگی و سعادت مطلق برخوردارند و آنانند که پس از پایان زمستان پرگزند از نو جهان را پرخواهند کرد.
این افسانه که در زمان‌های بعدی استنتاخ شده و پر از تحریف است و در سرتاسر آن وزن اصلی شعر اوستایی جز در مواردی نادر رعایت نشده و قدمتش از افسانه دیگر کم‌تر نیست. اندیشه ویرانی یکسره جهان به وسیله زمستانی سخت و وحشتناک در سرزمین‌های شمالی به وجود آمد و از همین نواحی است مهاجرت‌های آریایی در ترکستان و سیبری جنوبی که زمستان‌های بس دراز دارند، آغاز شده‌است.

## لاتین
1. ↑  Athenaeus
2. ↑  Angares
3. ↑  Stryangaios
4. ↑  Zarinaina
5. ↑  Zaridadres
6. ↑  Odatis
7. ↑  Zopyrus
8. ↑  Tanaoxare
9. ↑  Zopyrus
10. ↑  Tanyoxarkes
11. ↑  Sfendadates
12. ↑  Nart
13. ↑  Abestāg
14. ↑  Vištāspa
15. ↑  Varəna
16. ↑  Veda:Yama;Avesta:Yima
17. ↑  Veda:āθβiia;Avesta:āptyá
18. ↑  Aelian
19. ↑  َAvesta:mərəγō saēna
20. ↑  Kauui
21. ↑  Kauui Kuuāta
22. ↑  Kauui Apiuuahu
23. ↑  Kauui Usan
24. ↑  Kauui Aršan
25. ↑  Kauui Pisinah
26. ↑  Kauui βiiaršan
27. ↑  Kauui syāvaršan
28. ↑  Kauui Haosrauuah
29. ↑  spəntodāta
30. ↑  Zairiuuairi
31. ↑  Bastauuairi
32. ↑  Gaiia marətan
33. ↑  Aogemadaēča
34. ↑  dāmdād nask
35. ↑  čihr dād nask
36. ↑  Sūdagar nask
37. ↑  Haoma
38. ↑  θrita
39. ↑  Uruāxšaiia
40. ↑  Paraδāta
41. ↑  Taxma Urupi
42. ↑  Fraŋrasiian
43. ↑  Yima
44. ↑  Vivahvant
45. ↑  θraētaona
46. ↑  kətəsāspa
47. ↑  spitiiura